# ADO Den Haag in het seizoen 2014/15 (mannen)
Het seizoen 2014/2015 is het 110e jaar in het bestaan van de Haagse voetbalclub ADO Den Haag. De Hagenezen nemen deel aan de Eredivisie en het toernooi om de KNVB beker. Dit voetbaljaar stond in het teken van de Chinese overname door het bedrijf United Vansen van eigenaar Hui Wang. Bijna het hele seizoen schommelde de onrustige Hagenezen tussen de twaalfde en zestiende plek om uiteindelijk te eindigen op een veilige dertiende plaats. Het was het eerste jaar dat trainer Henk Fraser volmaakte. Onder andere spits Michiel Kramer redde ADO tijdens belangrijke wedstrijden (vaak in het Haags Kwartiertje) en maakte in totaal zelfs 17 Eredivisiedoelpunten. Kramer werd derde van de hele Eredivisie en kreeg dan ook de Karel Jansen-trofee voor de topscorer van het seizoen. Doelman en aanwinst Martin Hansen werd verkozen tot 'Beste speler'; Gervane Kastaneer tot talent van het jaar.

## Samenvatting seizoen

### Voorafgaand aan het seizoen
- Arno van Zwam wordt de nieuwe keepers- en assistent-trainer van ADO. Hij komt over NAC Breda en tekende 29 april een contract voor twee jaar met een optie voor nog twee. Ook tekende verdedigende middenvelder Sem de Wit een contract voor twee jaar. Hij komt over van FC Dordrecht.[1]
- Op donderdag 15 mei werd Danny Bakker geopereerd aan zijn voet. De verdedigende middenvelder brak vlak voor de laatste competitiewedstrijd van vorig seizoen tegen SC Cambuur een middenvoetsbeentje.[2]
- Xander Houtkoop is de volgende aankoop van ADO. De aanvaller komt transfervrij over van Go Ahead Eagles en tekende een contract voor twee jaar met een optie voor nog een.[3]
- 31 mei ging in het Kyocera Stadion het Wereldkampioenschap hockey plaats. Tot en met 15 juni speelt onder andere het Nederlands Elftal bij de mannen en vrouwen wedstrijden in en naast het Haagse stadion op het Forepark. Beide Nederlandse ploegen haalden daadwerkelijk de finale; alleen de vrouwen wonnen die.
- 11 juni werd het definitieve speelschema van de Eredivisie gepresenteerd. ADO start de competitie zondag 10 augustus met een thuiswedstrijd tegen Feyenoord.[4]
- 12 juni begon het Wereldkampioenschap voetbal in Brazilië. In de Nederlandse selectie zaten oud-ADO'ers Tim Krul en Daryl Janmaat, die uiteindelijk derde van de wereld werden.
- Op 21 juni tekende Richelo Fecunda een opleidingsovereenkomst. Hierdoor is hij op amateurbasis verbonden aan ADO.[5] Eerder tekende Tyronne Ebuehi een contract voor twee jaar, met een optie voor nog twee.[6] Beide A1-spelers stromen dit seizoen ook door tot de eerste selectie.
- Twee dagen later tekenden ook Thomas Kristensen en Tim Coremans een contract bij ADO. Middenvelder Kristensen komt over van het Deense FC Kopenhagen[7] ; doelman Coremans vertrok bij SC Cambuur.[8] Beiden waren transfervrij en tekenden een contract voor twee jaar. Bij Deens international Kristensen zit daar een optie voor één jaar bij; bij Coremans een optie voor twee jaar.
- 27 juni vond de eerste training van het seizoen plaats. Op 'De Aftrap' werden de nieuwe spelers met vuurwerk verwelkomt.

### Juli
- 3 juli werden de kassahuisjes verplaatst van het gesloopte Zuiderparkstadion naar het Kyocera Stadion. Mede door speciale financiering via fans werden de kassahuisjes gered.
- Diezelfde dag werd er geloot voor de tweede ronde van de KNVB-Beker. ADO werd hierin gekoppeld aan Almere City FC.
- 5 juli speelde ADO de eerste oefenwedstrijd van het seizoen: amateurclub DVV Delft werd met 1-5 verslagen.
- Op 8 juli tekende Robert Zwinkels definitief een nieuw contract bij ADO. De doelman blijft sowieso een seizoen, met een optie voor nog een jaar. De doelman ging zijn tiende seizoen bij ADO Den Haag in.
- 9 juli won ADO -weer- met 5-1 een oefenwedstrijd. Nu was amateurclub DHC Delft de tegenstander.
- Op 11 juli tekende Martin Hansen een contract voor twee seizoenen bij ADO. De Deen speelde onder andere in de jeugd van Liverpool FC en wordt overgenomen van FC Nordsjælland.
- Zondag 13 juli stond de traditionele open dag op het programma.
- Een dag later begon het trainingskamp van ADO. Dit jaar vond deze plaats in het Brabantse Leende op sportvereniging DOSL.
- 18 juli vertrok algemeen directeur Piet Jansen bij de club.
- Diezelfde dag speelde ADO een oefenduel tegen FC Eindhoven. Dat duel eindigde teleurstellend in 1-1.
- 22 juli speelde ADO op het veld van DSO in Zoetermeer een oefenduel tegen de kersverse promovendus FC Dordrecht. ADO won degelijk met 3-0.
- Op 25 juli werd bekendgemaakt dat aanvaller Ninos Gouriye voor de rest van het seizoen verhuurd zou worden aan Excelsior.
- Een dag later speelde ADO de vijfde oefenwedstrijd van het seizoen. Op het veld van Laakkwartier was het Turkse Konyaspor de tegenstander. De wedstrijd eindigde in een 0-4 nederlaag.
- Dinsdag 29 juli oefende ADO tegen het Griekse OFI Kreta in het Kyocera Stadion waar er met 1-0 werd gewonnen.
- Een dag later verkasten Giovanni Korte en Sem de Wit weer naar FC Dordrecht. Beiden werden verhuurd aan de ploeg waar ze vorige zomer nog speelden.

### Augustus
- Op 3 augustus oefende ADO tegen het Spaanse Levante. ADO won in het Kyocera Stadion met 2-0.
- 6 augustus berichtte ADO dat aanvallers Rydell Poepon en Malcolm Esajas de ploeg verlaten. Poepon wordt verkocht aan het Franse Valenciennes FC; Esajas wordt verhuurd aan RKC Waalwijk.
- Zondag 10 augustus speelde ADO de eerste competitiewedstrijd van het seizoen. Feyenoord was in het Kyocera Stadion met 0-1 te sterk. Scheidsrechter Danny Makkelie was zeer omstreden. Hij deelde twaalf gele en één rode kaart uit; een Eredivisie-record.
- 12 augustus vertrok weer een aanvaller bij ADO. Het contract van de Roemeense Cătălin Țîră werd ontbonden. Later zou hij een contract tekenen bij FC Brașov.
- ADO pakte het eerste punt van het seizoen tegen FC Twente. In de tweede Eredivisie-wedstrijd werd het 2-2 na Haagse doelpunten van Roland Alberg en Mike van Duinen.
- Op zondag 24 augustus behaalde ADO de eerste overwinning van het nieuwe voetbaljaar. Thuis werd FC Groningen met 3-0 verslagen na een goal van Thomas Kristensen en twee van Michiel Kramer.
- 26 augustus werd Maarten Fontein door de Chinese eigenaar Hui Wang aangesteld als de nieuwe algemeen directeur. Fontein volgt hiermee Piet Jansen op bij ADO.
- Op 27 augustus werd de terugkeer van Timothy Derijck bij ADO bezegeld. Na drie seizoen bij PSV keerde de Belg terug bij de Haagse ploeg. Derijck tekende een contract voor twee jaar.
- Zondag 30 augustus speelde ADO de uitwedstrijd tegen SC Cambuur. Er werd met 3-2 verloren ondanks de Haagse goals van Michiel Kramer en Xander Houtkoop.

### September
- Op 1 september werd aangekondigd dat Robin Buwalda voor een jaar naar VVV-Venlo zou gaan. De verdediger wordt gehuurd door voormalig ADO-trainer Maurice Steijn.
- 14 september pakte ADO een punt uit bij FC Utrecht. De wedstrijd eindigde in een doelpuntloos gelijkspel.
- ADO wist 20 september thuis teleurstellend niet te winnen van Go Ahead Eagles. Michiel Kramer zorgde met een laat doelpunt voor de 1-1 einduitslag.
- Diezelfde dag brak de aan FC Dordrecht-verhuurde aanvaller Giovanni Korte zijn kuitbeen. Hierdoor was hij maanden uit de roulatie.
- 23 september blameerde ADO zich door in het KNVB Beker-toernooi te verliezen van Almere City FC. Na een 2-2 gelijkspel door doelpunten van Mike van Duinen en Thomas Kristensen miste de Haagse ploeg alle vier de strafschoppen in de penaltyserie.
- Ook zaterdag 27 september verloor de ploeg van Henk Fraser alweer een wedstrijd. Thuis werd met 2-3 verloren van AZ ondanks de Haagse doelpunten van Michiel Kramer en Roland Alberg.
- Op 29 september kwam het bericht dat oud-ADO-speler Joop Pattiselanno op 79-jarige leeftijd was overleden.

### Oktober
- Op vrijdag 3 oktober verloor ADO met 6-1 van Vitesse. Spits Michiel Kramer maakte het enige Haagse doelpunt. Hierdoor werd hij, met zes doelpunten in acht wedstrijden, topscorer van de Eredivisie.
- ADO Den Haag kon tijdens de interlandperiode niet beschikken over twee spelers uit de A-selectie. Verdediger Wilfried Kanon werd voor het eerst in zijn carrière opgeroepen voor het nationale elftal van Ivoorkust; Middenvelder Papito Merencia speelde namens Curaçao drie kwalificatiewedstrijden voor de Caribbean Cup en scoorde in totaal maar liefst twee keer.
- Woensdag 15 oktober kwam naar buiten dat Danny Bakker zo'n zes tot acht weken niet kan spelen. Bij de middenvelder werd een scheurtje in de ruggenwervel geconstateerd. Ook verdediger Timothy Derijck haakte af voor de wedstrijd tegen NAC Breda. De Belg had last van een knieblessure.
- Zaterdag 18 oktober speelde ADO 1-1 gelijk tegen NAC Breda. Wilfried Kanon kreeg al na negen minuten een rode kaart; Michiel Kramer maakte zijn zevende doelpunt van het seizoen en bleef daarmee topscorer van de Eredivisie.
- ADO pakte vrijdag de 24e de tweede overwinning van het seizoen door met 2-0 te winnen van FC Dordrecht. Michiel Kramer en Mathias Gehrt waren de doelpuntenmakers.

### November
- Op zaterdag 1 november verloor ADO de uitwedstrijd van PSV met 1-0. Na deze wedstrijd in de elfde speelronde bleef ADO op de vijftiende plaats in de Eredivisie staan.
- ADO pakte precies een week later de derde (thuis)overwinning van het seizoen. Willem II werd met 3-2 verslagen door doelpunten van Mathias Gehrt, Eredivisie-topscorer Michiel Kramer en Roland Alberg.
- ADO slaagde er 23 november niet in om punten te pakken in en tegen Heracles Almelo: 3-1. Mathias Gehrt maakte de openingsgoal en het enige doelpunt voor ADO.
- Zondag 30 november pakte ADO Den Haag knap een punt tegen Ajax. Door een laat doelpunt van Michiel Kramer, die zijn tiende goal van het seizoen maakte en Eredivisie-topscorer bleef, eindigde de wedstrijd in 1-1. Tevens kreeg Gianni Zuiverloon vlak voor het einde van deze wedstrijd zijn tweede gele kaart.

### December
- 3 december kwamen de directie van ADO en de spelersgroep eindelijk tot afspraken over de spelerspremies. Door de nadere overname van het Chinese bedrijf United Vansen werden deze onderhandelingen lang gestaakt; tot ergernis van de selectie.
- Zondag 7 december verloor ADO een uitwedstrijd van PEC Zwolle met 3-1. ADO-spits Michiel Kramer maakte zijn elfde doelpunt van het seizoen.
- De laatste thuiswedstrijd van 2014 wist ADO Den Haag niet te winnen. Excelsior hield zaterdag 14 december de Hagenaars op een 2-2 gelijkspel. De aan Excelsior uitgeleende Ninos Gouriye scoorde een goal; Mike van Duinen en Gianni Zuiverloon maakten de Haagse doelpunten.
- Donderdag 18 december meldde ADO op haar site dat keeper Martin Hansen een dag eerder op de training zijn pink had gebroken. In de wedstrijden daarna werd de Deen vervangen door Robert Zwinkels.
- ADO Den Haag pakte vrijdag 19 december een punt in de laatste wedstrijd van 2014. SC Heerenveen werd in het Abe Lenstra Stadion op 0-0 gehouden.

### Januari
- Op 10 januari tekende Ludcinio Marengo een contract voor drie seizoenen bij ADO Den Haag. De aanvaller komt na dit seizoen transfervrij over van FC Volendam.
- ADO wist in de eerste wedstrijd na de winterstop één punt te pakken tegen SC Cambuur. De thuiswedstrijd eindigde na onder andere doelpunten van Mike van Duinen en Roland Alberg uiteindelijk in 2-2.
- Op 23 januari maakte ADO Den Haag op haar eigen site melding van de definitieve overname van de club door het bedrijf United Vansen van Hui Wang. Aandeelhouder Mark van der Kallen zou spoedig de aandelen van de Haagse ploeg overdragen aan de nieuwe Chinese eigenaar.
- Zondag 25 januari verloor ADO met 1-0 de uitwedstrijd van Go Ahead Eagles. Een omstreden penalty en rode kaart voor Vito Wormgoor, toegekend door Ed Janssen, kwam Den Haag de achterstand niet meer te boven. ADO zakte naar de vijftiende plek op de ranglijst.
- 26 tot en met 28 januari stonden in het teken van de Chinese overname. De aandelentransactie lukte en Hui Wang werd de nieuwe eigenaar van ADO Den Haag. Na een gesprek met Wang vertrokken vijf van de zes leden van de Haagse Raad van Commissarissen. Naast de aanblijvende Jan Willem Wigt, stelde Wang onder andere de Chinese televisiepersoonlijkheid Hong aan.
- Vrijdag 30 januari kwam de eerste versterking onder Wang als eigenaar binnen. De Portugees Wilson Eduardo werd voor een half jaar gehuurd van Sporting Lissabon met een optie tot koop.
- Zaterdag 31 januari werd het ADO-museum in het Kyocera Stadion geopend.

### Februari
- Op de eerste dag van de nieuwe maand verloor ADO de uitwedstrijd in De Kuip van Feyenoord. Uit een vrije trap van Roland Alberg scoorde Mike van Duinen na rust de enige goal van de tweede helft. Den Haag bleef door de nederlaag op vijftiende plek staan.
- Maandag 2 februari, de laatste dag van de transferperiode hengelde ADO de Oekraïense Oleksandr Iakovenko binnen. De middenvelder wordt een half jaar gehuurd van het Italiaanse Fiorentina.
- Twee dagen later won ADO Den Haag weer eens een Eredivisie-wedstrijd. FC Twente werd in Den Haag verslagen met 2-0 door doelpunten van debutant Oleksandr Iakovenko en Roland Alberg. ADO speelde in speciale rood-groene shirts vanwege het 110-jarig bestaan van de club.
- Diezelfde woensdag 4 februari wist Wilfried Kanon te scoren voor Ivoorkust. Door de 1-3-overwinning op Congo plaatste Ivoorkust zich voor de finale van de Afrika Cup.
- Zaterdag 7 februari wist ADO niet te winnen van FC Dordrecht. Aan de 'Krommedijk' kwam Den Haag niet verder dan 0-0. Scheidsrechter Serdar Gözübüyük gaf ADO geen strafschop voor een handsbal en keurde een Haags doelpunt af.
- Een dag later won Ivoorkust de Afrika Cup. In de finale werd Ghana na 0-0 met strafschoppen verslagen. Wilfried Kanon speelde alle wedstrijden in de basis en scoorde een penalty in de beslissende serie.
- ADO versloeg 14 februari thuis NAC Breda met 3-2. Michiel Kramer scoorde tweemaal; Xander Houtkoop maakte de andere treffer.
- Sinds 21 februari bestaat supportersvereniging 'Haagsche Bluf'. De nieuwe vereniging zet zich in voor alle ADO-fans en wordt gevormd door zeven betrokken supporters uit verschillende geledingen van de club.
- Zondag de 22e wist ADO opnieuw te winnen. PEC Zwolle werd in Den Haag met 3-2 verslagen door doelpunten van Roland Alberg, Wilson Eduardo en (in blessuretijd) Michiel Kramer. ADO steeg door de derde overwinning in vier wedstrijden naar de dertiende plek in de Eredivisie.

### Maart
- Ook tegen FC Groningen wist ADO in extremis nog te scoren: 1-1. In de Euroborg maakte Xander Houtkoop in de 95ste minuut (!) de gelijkmaker waardoor Den Haag voor de vijfde keer op rij ongeslagen bleef.
- Woensdag 4 maart kwam het bericht naar buiten dat algemeen directeur Maarten Fontein zijn taken neerlegt. Fontein zat pas sinds augustus 2014 bij de club en is daarmee het zoveelste directielid dat, de afgelopen tien jaar, binnen 12 maanden de club verliet. Zijn taken als algemeen directeur werden snel waargenomen door Jan Willem Wigt.
- Verdediger Wilfried Kanon moest vrijdag 6 maart een operatie ondergaan aan zijn meniscus. De Ivoriaan liep aan het begin van dit jaar een beschadiging aan zijn knie op en was hierdoor maanden uit de roulatie.
- Zaterdag 7 maart wist ADO weer wat verliezen was. In eigen huis werd -onterecht- met 0-1 verloren van SC Heerenveen. Hierdoor bleef ADO op de veertiende plek in de Eredivisie staan.
- Een week later verloor ADO opnieuw een thuiswedstrijd. Heracles Almelo won 15 maart in Den Haag met 1-3. Mike van Duinen maakte het enige doelpunt voor de thuisploeg.
- 18 maart kwam het bericht naar buiten dat oud-ADO-speler Harry Heijnen op 74-jarige leeftijd was overleden. De keeper speelde van 1962 tot 1969 precies 200 competitiewedstrijden voor Den Haag en maakte daarin 61 doelpunten. Ook speelde hij 28 bekerduels en stond hij op het veld in vier Europa Cupwedstrijden.
- Zondag 22 maart verloor ADO voor de derde Eredivisie-wedstrijd op rij. In de Amsterdam Arena was Ajax met 1-0 te sterk.
- De woensdag erop won ADO in een interlandweek een oefenduel van Telstar met 3-1. Oleksandr Iakovenko, Mathias Gehrt en Gervane Kastaneer scoorden voor Den Haag.
- Diezelfde 25e dag in maart kreeg minister-president Mark Rutte tijdens zijn zakenreis in China een ADO-shirt overhandigd van clubeigenaar HUi Wang. Een klein foutje sloop er wel in: Op het shirt met rugnummer 8 stond niet 'Rutte', maar 'Rutten'.
- Maandag 30 maart werd pal voor het Haagse Kyocera Stadion een 10-meter lang ooievaarsnest geplaatst. Het nest heeft een doorsnede van anderhalf meter en moet ooievaars verwelkomen zich te nestelen voor het stadion.
- Diezelfde dag werd bekendgemaakt welke aflopende contracten wel en niet werden verlengd. De opties van Danny Bakker, Mathias Gehrt, Wilfried Kanon en Robert Zwinkels werden gelicht. Voor Bakker en Zwinkels betekende dat ze tot 2016 vastlagen; Gehrt en Kanon stonden tot 2017 op de Haagse loonlijst. Ook jeugdspelers Hector Hevel, Gervane Kastaneer en Segun Owobowale zagen hun contract gelicht worden. Alle drie maakten zij dit seizoen hun Eredivisie-debuut. De opties van Dion Malone en Kevin Jansen werden niet gelicht. Wel ging ADO later met beiden in onderhandeling. De spelers die ADO na dit seizoen moesten verlaten, waren Malcolm Esajas, Richelo Fecunda, Ninos Gouriye, Ricky van Haaren, Papito Merencia, Mitchell Schet en Mitchell de Vlugt. Zij kregen geen contractverlenging.
- Ook op 30 maart kwam het bericht binnen dat oud-speler Frans Kok was overleden. De doelman die in de jaren veertig en vijftig bij ADO speelde en van 1959 tot 1963 bij SHS onder contract stond, werd 90 jaar.

### April
- Ook 1 april speelde Papito Merencia voor het Curaçaos voetbalelftal. In de terugwedstrijd stond de middenvelder 76 minuten lang op het veld en zag dat zijn land door het 2-2 gelijkspel genoeg had om een ronde verder te komen op weg naar het WK voetbal in 2018 in Rusland. Een verlenging werd vlak voor tijd voorkomen door oud-ADO-aanvaller Charlton Vicento.
- Zondag 5 april pakte ADO een cruciale overwinning op Excelsior: 3-2. Michiel Kramer was de grote man met twee goals, waarvan de laatste -alweer- in de blessuretijd viel. Het andere Haagse doelpunt kwam van de voet van Roland Alberg. ADO ging door de eerste uitoverwinning van het seizoen Excelsior voorbij op de ranglijst.
- Een week later werd ook directe concurrent FC Utrecht verslagen. 12 april werd het in het Kyocera Stadion 2-0 door doelpunten van Roland Alberg en Gervane Kastaneer. Hierdoor steeg ADO naar de twaalfde plaats op de ranglijst met een veilig aantal van 34 punten.
- Zaterdag 18 april verloor ADO de uitwedstrijd tegen AZ met 3-1. Wilson Eduardo maakte de gelijkmaker en tevens het enige doelpunt voor Den Haag.
- ADO wist zich in de 32ste speelronde definitief veilig te spelen. Thuis werd verrassend nummer vier op de ranglijst, Vitesse, verslagen met 1-0. Wederom was het een doelpunt van Michiel Kramer in het Haags Kwartiertje dat ADO redding bracht.

### Mei
- Danny Bakker verlengde op 1 mei zijn contract met drie seizoenen. De verdedigende middenvelder ligt hierdoor tot en met de zomer van 2018 vast in Den Haag. Een week later kwam Bakker ook al voor in de voorselectie van Jong Oranje.
- Ook de laatste uitwedstrijd van het seizoen werd verloren. In Tilburg was Willem II op 10 mei met 1-0 te sterk. ADO bleef door de nederlaag op een dertiende plek staan.
- Datzelfde duel was de laatste wedstrijd van het seizoen voor Aaron Meijers. De linksback, die ook als middenvelder kan spelen, pakte tegen Willem II zijn vijfde gele kaart van het seizoen. Hierdoor kwam er een einde aan 67 wedstrijden op rij die de veldspeler in de Eredivisie volmaakte.
- De laatste wedstrijd van het voetbaljaar 2014/15 ging op het laatste moment verloren. In een nagenoeg uitverkocht Kyocera Stadion was de kersverse kampioen PSV 17 mei met 2-3 te sterk. De Haagse doelpunten werden gemaakt door Oleksandr Iakovenko en Danny Bakker. ADO sloot het seizoen af met 37 punten op een dertiende plek.
- Vrijdag 22 mei kwam ADO met het officiële nieuws dat Kevin Jansen zijn aflopende contract met twee jaar heeft verlengd. De middenvelder staat zo tot 2017 onder contract in Den Haag.
- Ook verdedigende middenvelder Dion Malone verlengde zijn aflopende contract. Op woensdag 27 mei kwam ADO met het officiële nieuws naar buiten.

## Selectie en staf

### Selectie 2014/2015
| #    | Naam                | Land       | Positie      | Bij ADO sinds  | Contract tot | E. | Voetbal | Kreeg geel | Kreeg voor de tweede keer geel en dus rood | Weggestuurd | B. | Voetbal | Kreeg geel | Kreeg voor de tweede keer geel en dus rood | Weggestuurd | T. | Voetbal | Kreeg geel | Kreeg voor de tweede keer geel en dus rood | Weggestuurd |
| ---- | ------------------- | ---------- | ------------ | -------------- | ------------ | -- | ------- | ---------- | ------------------------------------------ | ----------- | -- | ------- | ---------- | ------------------------------------------ | ----------- | -- | ------- | ---------- | ------------------------------------------ | ----------- |
| 2    | Dion Malone         | Nederland  | Verdediger   | Zomer 2012     | Zomer 2017   | 33 | 0       | 6          | 0                                          | 0           | 1  | 0       | 0          | 0                                          | 0           | 34 | 0       | 6          | 0                                          | 0           |
| 3    | Vito Wormgoor       | Nederland  | Verdediger   | Zomer 2012     | Zomer 2016   | 26 | 0       | 5          | 0                                          | 1           | 0  | 0       | 0          | 0                                          | 0           | 26 | 0       | 5          | 0                                          | 1           |
| 7    | Kevin Jansen        | Nederland  | Middenvelder | Zomer 2012     | Zomer 2017   | 25 | 0       | 6          | 0                                          | 0           | 1  | 0       | 1          | 0                                          | 0           | 26 | 0       | 7          | 0                                          | 0           |
| 8    | Aaron Meijers       | Nederland  | Middenvelder | Zomer 2012     | Zomer 2016   | 33 | 0       | 5          | 0                                          | 0           | 1  | 0       | 0          | 0                                          | 0           | 34 | 0       | 5          | 0                                          | 0           |
| 9    | Mike van Duinen     | Nederland  | Aanvaller    | Zomer 2010     | Zomer 2016   | 33 | 5       | 4          | 0                                          | 0           | 1  | 1       | 0          | 0                                          | 0           | 34 | 6       | 4          | 0                                          | 0           |
| 22   | Robert Zwinkels     | Nederland  | Doelman      | Zomer 2005     | Zomer 2016   | 2  | 0       | 1          | 0                                          | 0           | 1  | 0       | 0          | 0                                          | 0           | 3  | 0       | 1          | 0                                          | 0           |
| 51   | Gianni Zuiverloon   | Nederland  | Verdediger   | Zomer 2013     | Zomer 2016   | 32 | 1       | 5          | 1                                          | 0           | 1  | 0       | 0          | 0                                          | 0           | 33 | 1       | 5          | 1                                          | 0           |
| 17   | Danny Bakker        | Nederland  | Middenvelder | Winter 2012/13 | Zomer 2018   | 20 | 1       | 0          | 0                                          | 0           | 1  | 0       | 0          | 0                                          | 0           | 21 | 1       | 0          | 0                                          | 0           |
| 10   | Mathias Gehrt       | Denemarken | Middenvelder | Zomer 2013     | Zomer 2017   | 12 | 3       | 0          | 0                                          | 0           | 0  | 0       | 0          | 0                                          | 0           | 12 | 3       | 0          | 0                                          | 0           |
| 23   | Roland Alberg       | Nederland  | Middenvelder | Zomer 2013     | Zomer 2016   | 32 | 8       | 7          | 0                                          | 0           | 1  | 0       | 0          | 0                                          | 0           | 33 | 8       | 7          | 0                                          | 0           |
| 29   | Michiel Kramer      | Nederland  | Aanvaller    | Zomer 2013     | Zomer 2016   | 32 | 17      | 7          | 0                                          | 0           | 1  | 0       | 0          | 0                                          | 0           | 33 | 17      | 7          | 0                                          | 0           |
| 19   | Mitchell Schet      | Nederland  | Aanvaller    | Zomer 2013     | Zomer 2015   | 12 | 0       | 1          | 1                                          | 0           | 1  | 0       | 0          | 0                                          | 0           | 13 | 0       | 1          | 1                                          | 0           |
| (21) | Ricky van Haaren    | Nederland  | Middenvelder | Zomer 2013     | Zomer 2015   | 0  | 0       | 0          | 0                                          | 0           | 0  | 0       | 0          | 0                                          | 0           | 0  | 0       | 0          | 0                                          | 0           |
| (11) | Ninos Gouriye       | Nederland  | Aanvaller    | Zomer 2013     | Zomer 2015   | 0  | 0       | 0          | 0                                          | 0           | 0  | 0       | 0          | 0                                          | 0           | 0  | 0       | 0          | 0                                          | 0           |
| 5    | Wilfried Kanon      | Ivoorkust  | Verdediger   | Zomer 2013     | Zomer 2017   | 15 | 0       | 2          | 0                                          | 1           | 1  | 0       | 0          | 0                                          | 0           | 16 | 0       | 2          | 0                                          | 1           |
| (33) | Giovanni Korte      | Nederland  | Aanvaller    | Zomer 2011     | Zomer 2016   | 0  | 0       | 0          | 0                                          | 0           | 0  | 0       | 0          | 0                                          | 0           | 0  | 0       | 0          | 0                                          | 0           |
| 37   | Papito Merencia     | Curaçao    | Middenvelder | Winter 2012/13 | Zomer 2015   | 2  | 0       | 1          | 0                                          | 0           | 0  | 0       | 0          | 0                                          | 0           | 2  | 0       | 1          | 0                                          | 0           |
| (20) | Robin Buwalda       | Nederland  | Verdediger   | Winter 2011/12 | Zomer 2016   | 0  | 0       | 0          | 0                                          | 0           | 0  | 0       | 0          | 0                                          | 0           | 0  | 0       | 0          | 0                                          | 0           |
| 25   | Mitchell de Vlugt   | Nederland  | Middenvelder | Zomer 2013     | Zomer 2015   | 1  | 0       | 0          | 0                                          | 0           | 0  | 0       | 0          | 0                                          | 0           | 1  | 0       | 0          | 0                                          | 0           |
| (14) | Malcolm Esajas      | Nederland  | Aanvaller    | Zomer 2013     | Zomer 2015   | 0  | 0       | 0          | 0                                          | 0           | 0  | 0       | 0          | 0                                          | 0           | 0  | 0       | 0          | 0                                          | 0           |
| 33   | Gervane Kastaneer   | Nederland  | Aanvaller    | Zomer 2013     | Zomer 2016   | 8  | 1       | 1          | 0                                          | 0           | 0  | 0       | 0          | 0                                          | 0           | 8  | 1       | 1          | 0                                          | 0           |
| (30) | Sem de Wit          | Nederland  | Middenvelder | Zomer 2014     | Zomer 2016   | 0  | 0       | 0          | 0                                          | 0           | 0  | 0       | 0          | 0                                          | 0           | 0  | 0       | 0          | 0                                          | 0           |
| 28   | Tyronne Ebuehi      | Nederland  | Verdediger   | Zomer 2014     | Zomer 2016   | 7  | 0       | 0          | 0                                          | 0           | 0  | 0       | 0          | 0                                          | 0           | 7  | 0       | 0          | 0                                          | 0           |
| 27   | Richelo Fecunda     | Curaçao    | Verdediger   | Zomer 2014     | Zomer 2015   | 0  | 0       | 0          | 0                                          | 0           | 0  | 0       | 0          | 0                                          | 0           | 0  | 0       | 0          | 0                                          | 0           |
| 26   | Xander Houtkoop     | Nederland  | Aanvaller    | Zomer 2014     | Zomer 2016   | 23 | 3       | 0          | 0                                          | 0           | 1  | 0       | 0          | 0                                          | 0           | 24 | 3       | 0          | 0                                          | 0           |
| 18   | Tim Coremans        | Nederland  | Doelman      | Zomer 2014     | Zomer 2016   | 0  | 0       | 0          | 0                                          | 0           | 0  | 0       | 0          | 0                                          | 0           | 0  | 0       | 0          | 0                                          | 0           |
| 6    | Thomas Kristensen   | Denemarken | Middenvelder | Zomer 2014     | Zomer 2016   | 30 | 1       | 4          | 0                                          | 0           | 1  | 1       | 0          | 0                                          | 0           | 31 | 2       | 4          | 0                                          | 0           |
| 1    | Martin Hansen       | Denemarken | Doelman      | Zomer 2014     | Zomer 2016   | 32 | 0       | 1          | 0                                          | 0           | 0  | 0       | 0          | 0                                          | 0           | 32 | 0       | 1          | 0                                          | 0           |
| 4    | Timothy Derijck     | België     | Verdediger   | Zomer 2014     | Zomer 2016   | 22 | 0       | 3          | 0                                          | 0           | 1  | 0       | 0          | 0                                          | 1           | 23 | 0       | 3          | 0                                          | 1           |
| 30   | Segun Owobowale     | Nederland  | Aanvaller    | Zomer 2014     | Zomer 2016   | 2  | 0       | 0          | 0                                          | 0           | 0  | 0       | 0          | 0                                          | 0           | 2  | 0       | 0          | 0                                          | 0           |
| 31   | Hector Hevel        | Nederland  | Middenvelder | Zomer 2014     | Zomer 2016   | 2  | 0       | 0          | 0                                          | 0           | 0  | 0       | 0          | 0                                          | 0           | 2  | 0       | 0          | 0                                          | 0           |
| 32   | Guy Smith           | Nederland  | Middenvelder | Zomer 2014     | amateurbasis | 1  | 0       | 0          | 0                                          | 0           | 0  | 0       | 0          | 0                                          | 0           | 1  | 0       | 0          | 0                                          | 0           |
| 11   | Wilson Eduardo      | Portugal   | Aanvaller    | Winter 2014/15 | Zomer 2015   | 14 | 2       | 0          | 0                                          | 0           | 0  | 0       | 0          | 0                                          | 0           | 14 | 2       | 0          | 0                                          | 0           |
| 21   | Oleksandr Iakovenko | Oekraïne   | Aanvaller    | Winter 2014/15 | Zomer 2015   | 11 | 2       | 2          | 0                                          | 0           | 0  | 0       | 0          | 0                                          | 0           | 11 | 2       | 2          | 0                                          | 0           |

() → Speler is tijdens seizoen verhuurd/verkocht.

### Transfers
Zomer 2014: aangetrokken:
- Tim Coremans → SC Cambuur
- Timothy Derijck → PSV
- Tyronne Ebuehi → eigen jeugd
- Richelo Fecunda → eigen jeugd
- Martin Hansen → FC Nordsjælland
- Hector Hevel → eigen jeugd
- Xander Houtkoop → Go Ahead Eagles
- Thomas Kristensen → FC Kopenhagen
- Segun Owobowale → eigen jeugd
- Guy Smith → eigen jeugd
- Sem de Wit → FC Dordrecht (gekocht en verhuurd)

Zomer 2014: vertrokken:
- Tom Beugelsdijk → FSV Frankfurt
- Robin Buwalda → VVV-Venlo (verhuurd)
- Jerson Cabral → Willem II (was gehuurd van FC Twente)
- Gino Coutinho → Excelsior
- Malcolm Esajas → RKC Waalwijk (verhuurd)
- Ninos Gouriye → Excelsior (verhuurd)
- Ricky van Haaren → FC Dordrecht (verhuurd)
- Danny Holla → Brighton & Hove Albion FC
- Giovanni Korte → FC Dordrecht (opnieuw verhuurd)
- Bas Meeuwissen → HBS-Craeyenhout
- Rydell Poepon → Valenciennes FC (was verhuurd aan NAC Breda)
- Christian Supusepa → CSKA Sofia
- Cătălin Țîră → FC Brașov
- Mike Tros → Haaglandia
- Yanic Wildschut → Middlesbrough FC (was gehuurd van SC Heerenveen)
- Sem de Wit → FC Dordrecht (gekocht en verhuurd)
- Martijn de Zwart → Quick Boys

Winter 2014/15: aangetrokken:
- Wilson Eduardo → Sporting Lissabon (gehuurd; was verhuurd aan Dinamo Zagreb)
- Oleksandr Iakovenko → Fiorentina (gehuurd)

Winter 2014/15: vertrokken:
- Sem de Wit → Fortuna Sittard (verhuurd; was verhuurd aan FC Dordrecht)

### Technische staf
| Naam               | Functie                 | Opmerking |
| ------------------ | ----------------------- | --------- |
| Henk Fraser        | Hoofdtrainer            | -         |
| Ekrem Kahya        | Assistent-trainer       | -         |
| Arno van Zwam      | Assistent-trainer       | -         |
| Arno van Zwam      | Keeperstrainer          |           |
| Rick Hoogendorp    | Spitsentrainer          |           |
| Rob Meppelink      | Hoofd opleidingen       |           |
| Dino Nunes         | Verzorger               |           |
| Rob Ravestein      | Materiaalman            |           |
| Rob Ravestein      | Logistics               |           |
| Nol Hornix         | Loop- en hersteltrainer |           |
| Jillis Zevenbergen | Teammanager             |           |
| Edwin Coret        | Fysiotherapeut          |           |
| Ed Beeftink        | Clubarts                |           |
| Philip Nijgh       | Spelersbegeleider       |           |

Aangetrokken:
- Rob Meppelink → Chivas Guadalajara (hoofd jeugdopleiding/technisch manager)
- Arno van Zwam → NAC Breda (assistent-trainer/keeperstrainer)

Vertrokken:
- André van Es → nnb. (materiaalman)
- Joop Hiele → nnb. (keeperstrainer)
- Maurice Steijn → VVV-Venlo (trainer en technisch directeur)

## Statistieken ADO Den Haag in het seizoen 2014/15

### Clubtopscorers 2014/15
| #   | Naam                | Doelpunten | Doelpunten | Doelpunten | Assists    | Assists    | Assists |
| #   | Naam                | Eredivisie | KNVB Beker | Totaal     | Eredivisie | KNVB Beker | Totaal  |
| --- | ------------------- | ---------- | ---------- | ---------- | ---------- | ---------- | ------- |
| 1.  | Michiel Kramer      | 17         | 0          | 17         | 2          | 0          | 2       |
| 2.  | Roland Alberg       | 8          | 0          | 8          | 8          | 0          | 8       |
| 3.  | Mike van Duinen     | 5          | 1          | 6          | 2          | 0          | 2       |
| 4.  | Xander Houtkoop     | 3          | 0          | 3          | 1          | 0          | 1       |
| 5.  | Mathias Gehrt       | 3          | 0          | 3          | 0          | 0          | 0       |
| 6.  | Wilson Eduardo      | 2          | 0          | 2          | 1          | 0          | 1       |
| 7.  | Oleksandr Iakovenko | 2          | 0          | 2          | 1          | 0          | 1       |
| 8.  | Thomas Kristensen   | 1          | 1          | 2          | 1          | 0          | 1       |
| 9.  | Danny Bakker        | 1          | 0          | 1          | 1          | 0          | 1       |
| 10. | Gianni Zuiverloon   | 1          | 0          | 1          | 0          | 1          | 1       |
| 11. | Gervane Kastaneer   | 1          | 0          | 1          | 0          | 0          | 0       |
| 12. | Dion Malone         | 0          | 0          | 0          | 6          | 0          | 6       |
| 13. | Aaron Meijers       | 0          | 0          | 0          | 5          | 0          | 5       |
| 14. | Martin Hansen       | 0          | 0          | 0          | 1          | 0          | 1       |
| 15. | Kevin Jansen        | 0          | 0          | 0          | 1          | 0          | 1       |
| 16. | Wilfried Kanon      | 0          | 0          | 0          | 1          | 0          | 1       |
| 17. | Vito Wormgoor       | 0          | 0          | 0          | 1          | 0          | 1       |

### Doelmannen 2014/15
| #  | Naam            | Eredivisie  | Eredivisie       | Eredivisie      | Eredivisie                 | KNVB Beker  | KNVB Beker       | KNVB Beker      | KNVB Beker                 |
| #  | Naam            | Wedstrijden | Doelpunten tegen | De nul gehouden | Strafschoppen niet in doel | Wedstrijden | Doelpunten tegen | De nul gehouden | Strafschoppen niet in doel |
| -- | --------------- | ----------- | ---------------- | --------------- | -------------------------- | ----------- | ---------------- | --------------- | -------------------------- |
| 1. | Martin Hansen   | 32          | 52               | 7×              | 2/8                        | 0 (0)       | 0                | 0×              | 0/0                        |
| 2. | Robert Zwinkels | 2           | 1                | 1×              | 0/0                        | 1 (1)       | 2                | 0×              | 0/0                        |
| 3. | Tim Coremans    | 0 (0)       | 0                | 0×              | 0/0                        | 0 (0)       | 0                | 0×              | 0/0                        |

(*) = Het aantal gespeelde minuten / 90 minuten

### Tussenstand ADO Den Haag in Nederlandse Eredivisie 2014/15
| Stand | Gespeeld | Gewonnen | Gelijk | Verloren | Punten | Doelpunten voor | Doelpunten tegen | Gele kaarten | 2× Geel > Rood | Rode kaarten |
| ----- | -------- | -------- | ------ | -------- | ------ | --------------- | ---------------- | ------------ | -------------- | ------------ |
| 13e   | 34       | 9        | 10     | 15       | 37     | 44              | 53               | 61           | 2              | 2            |

### Stand, punten en doelpunten per speelronde 2014/15
| Speelronde              | 1           | 2           | 3           | 4           | 5           | 6           | 7           | 8           | 9           | 10          | 11          | 12          | 13          | 14          | 15          | 16          | 17          | 18          | 19          | 20          | 21          | 22          | 23          | 24          | 25          | 26          | 27          | 28          | 29          | 30          | 31          | 32          | 33          | 34          |
| ----------------------- | ----------- | ----------- | ----------- | ----------- | ----------- | ----------- | ----------- | ----------- | ----------- | ----------- | ----------- | ----------- | ----------- | ----------- | ----------- | ----------- | ----------- | ----------- | ----------- | ----------- | ----------- | ----------- | ----------- | ----------- | ----------- | ----------- | ----------- | ----------- | ----------- | ----------- | ----------- | ----------- | ----------- | ----------- |
| Trainer                 | Henk Fraser | Henk Fraser | Henk Fraser | Henk Fraser | Henk Fraser | Henk Fraser | Henk Fraser | Henk Fraser | Henk Fraser | Henk Fraser | Henk Fraser | Henk Fraser | Henk Fraser | Henk Fraser | Henk Fraser | Henk Fraser | Henk Fraser | Henk Fraser | Henk Fraser | Henk Fraser | Henk Fraser | Henk Fraser | Henk Fraser | Henk Fraser | Henk Fraser | Henk Fraser | Henk Fraser | Henk Fraser | Henk Fraser | Henk Fraser | Henk Fraser | Henk Fraser | Henk Fraser | Henk Fraser |
| Punten per speelronde   | 0           | 1           | 3           | 0           | 1           | 1           | 0           | 0           | 1           | 3           | 0           | 3           | 0           | 1           | 0           | 1           | 1           | 1           | 0           | 0           | 3           | 1           | 3           | 3           | 1           | 0           | 0           | 0           | 3           | 3           | 0           | 3           | 0           | 0           |
| Punten na speelronde    | 0           | 1           | 4           | 4           | 5           | 6           | 6           | 6           | 7           | 10          | 10          | 13          | 13          | 14          | 14          | 15          | 16          | 17          | 17          | 17          | 20          | 21          | 24          | 27          | 28          | 28          | 28          | 28          | 31          | 34          | 34          | 37          | 37          | 37          |
| Stand na speelronde     | 14e         | 12e         | 7e          | 12e         | 13e         | 13e         | 15e         | 16e         | 16e         | 15e         | 15e         | 14e         | 15e         | 15e         | 16e         | 16e         | 14e         | 14e         | 15e         | 15e         | 14e         | 14e         | 14e         | 13e         | 14e         | 14e         | 14e         | 14e         | 13e         | 12e         | 13e         | 13e         | 13e         | 13e         |
| Goals per speelronde    | 0           | 2           | 3           | 2           | 0           | 1           | 2           | 1           | 1           | 2           | 0           | 3           | 1           | 1           | 1           | 2           | 0           | 2           | 0           | 1           | 2           | 0           | 3           | 3           | 1           | 0           | 1           | 0           | 3           | 2           | 1           | 1           | 0           | 2           |
| Goals na speelronde     | 0           | 2           | 5           | 7           | 7           | 8           | 10          | 11          | 12          | 14          | 14          | 17          | 18          | 19          | 20          | 22          | 22          | 24          | 24          | 25          | 27          | 27          | 30          | 33          | 34          | 34          | 35          | 35          | 38          | 40          | 41          | 42          | 42          | 44          |
| Doelsaldo na speelronde | −1          | −1          | +2          | +1          | +1          | +1          | 0           | −5          | −5          | −3          | −4          | −3          | −5          | −5          | −7          | −7          | −7          | −7          | −8          | −9          | −7          | −7          | −6          | −5          | −5          | −6          | −8          | −9          | −8          | −6          | −8          | −7          | −8          | −9          |

### Thuis/uit-verhouding 2014/15
| Tegenstander | Ajax  | AZ    | SC Cambuur | FC Dordrecht | Excelsior | Feyenoord | Go Ahead Eagles | FC Groningen | SC Heerenveen | Heracles Almelo | NAC Breda | PEC Zwolle | PSV   | FC Twente | FC Utrecht | Vitesse | Willem II | Punten totaal |
| ------------ | ----- | ----- | ---------- | ------------ | --------- | --------- | --------------- | ------------ | ------------- | --------------- | --------- | ---------- | ----- | --------- | ---------- | ------- | --------- | ------------- |
| ADO thuis    | 1 - 1 | 2 - 3 | 2 - 2      | 2 - 0        | 2 - 2     | 0 - 1     | 1 - 1           | 3 - 0        | 0 - 1         | 1 - 3           | 3 - 2     | 3 - 2      | 2 - 3 | 2 - 0     | 2 - 0      | 1 - 0   | 3 - 2     | 28            |
| ADO uit      | 1 - 0 | 3 - 1 | 3 - 2      | 0 - 0        | 2 - 3     | 2 - 1     | 1 - 0           | 1 - 1        | 0 - 0         | 3 - 1           | 1 - 1     | 3 - 1      | 1 - 0 | 2 - 2     | 0 - 0      | 6 - 1   | 1 - 0     | 9             |
| Punten       | 1     | 0     | 1          | 4            | 4         | 0         | 1               | 4            | 1             | 0               | 4         | 3          | 0     | 4         | 4          | 3       | 3         | 37            |

### Toeschouwersaantallen 2014/15
| Tegenstander | Ajax    | AZ     | SC Cambuur | FC Dordrecht | Excelsior | Feyenoord | Go Ahead Eagles | FC Groningen | SC Heerenveen | Heracles Almelo | NAC Breda | PEC Zwolle | PSV    | FC Twente | FC Utrecht | Vitesse | Willem II | Totaal (Gem.) |
| ------------ | ------- | ------ | ---------- | ------------ | --------- | --------- | --------------- | ------------ | ------------- | --------------- | --------- | ---------- | ------ | --------- | ---------- | ------- | --------- | ------------- |
| ADO thuis    | 14.657* | 10.678 | 10.021     | 11.023       | 12.146    | 11.716    | 10.367          | 10.214       | 10.876        | 10.964          | 11.112    | 13.895     | 14.937 | 12.998    | 10.102     | 14.837  | 13.139    | 11.981        |
| ADO uit      | 49.743* | 15.914 | 9.279*     | 3.974        | 3.600     | 46.500    | 7.639           | 19.718       | 23.200        | 8.239           | 18.200    | 11.700     | 30.800 | 28.500    | 14.910     | 13.231  | 12.500    | -             |

(* Bij deze wedstrijden mochten er geen uitsupporters aanwezig zijn.)

### Kaarten per speelronde 2014/15
| Speelronde                   | 1   | 2   | 3   | 4   | 5   | 6   | 7   | 8   | 9   | 10  | 11  | 12  | 13  | 14  | 15  | 16  | 17  | 18  | 19  | 20  | 21  | 22  | 23  | 24  | 25  | 26  | 27  | 28  | 29  | 30  | 31  | 32  | 33  | 34  |
| ---------------------------- | --- | --- | --- | --- | --- | --- | --- | --- | --- | --- | --- | --- | --- | --- | --- | --- | --- | --- | --- | --- | --- | --- | --- | --- | --- | --- | --- | --- | --- | --- | --- | --- | --- | --- |
| Gele kaarten per speelronde  | 6   | 1   | 0   | 0   | 1   | 1   | 2   | 3   | 1   | 1   | 0   | 1   | 1   | 3   | 5   | 3   | 3   | 1   | 1   | 3   | 1   | 3   | 2   | 0   | 3   | 0   | 3   | 3   | 1   | 0   | 2   | 3   | 1   | 0   |
| Gele kaarten na speelronde   | 6   | 7   | 7   | 7   | 8   | 9   | 11  | 14  | 17  | 18  | 18  | 19  | 20  | 23  | 28  | 31  | 34  | 35  | 36  | 39  | 40  | 43  | 45  | 45  | 48  | 48  | 51  | 54  | 55  | 55  | 57  | 60  | 61  | 61  |
| Rode kaarten per speelronde  | 1   | 0   | 0   | 0   | 0   | 0   | 0   | 0   | 1   | 0   | 0   | 0   | 0   | 1   | 0   | 0   | 0   | 0   | 1   | 0   | 0   | 0   | 0   | 0   | 0   | 0   | 0   | 0   | 0   | 0   | 0   | 0   | 0   | 0   |
| Rode kaarten na speelronde   | 1   | 1   | 1   | 1   | 1   | 1   | 1   | 1   | 2   | 2   | 2   | 2   | 2   | 3   | 3   | 3   | 3   | 3   | 4   | 4   | 4   | 4   | 4   | 4   | 4   | 4   | 4   | 4   | 4   | 4   | 4   | 4   | 4   | 4   |
| Scheidsrechter per wedstrijd | Mak | Wie | Lie | Ker | Göz | Gra | Sic | Kui | Kam | Lie | Boe | Bra | Hig | Göz | Blo | Wie | Vin | Hig | Jan | Wie | Vin | Göz | Lie | Kui | Man | Ker | Mak | Lie | Blo | Kam | Mak | Jan | Mul | Blo |

(* 2× geel wordt in dit schema gezien als één rode kaart.)

### Strafschoppen 2014/15
| Penalty's    | Penalty's gescoord | Penalty's gemist | Penalty's gepakt | Penalty's totaal | Gescoord door: | Gemist door:                                                    | Gepakt door:      |
| ------------ | ------------------ | ---------------- | ---------------- | ---------------- | --- | --------------------------------------------------------------- | ----------------- |
| ADO Den Haag | 5                  | 0                | 0                | 5                | 4: Alberg; 1: Kristensen (KNVB-Beker)                                                                                         | -                                                               | -                 |
| Tegenstander | 6                  | 1                | 1                | 8                | 2: Vejinović (Vitesse); 1: E. Bakker (SC Cambuur), Van der Linden (Go Ahead Eagles), Chery (FC Groningen), Necid (PEC Zwolle) | 1: Nick van der Velden (FC Groningen)¹, Tighadouini (NAC Breda) | 1: Martin Hansen¹ |

### Opmerkelijkheden
- ADO Den Haag eindigde het seizoen 2014/15 op een dertiende plek. Dit was de laagste eindklassering in de Eredivisie sinds het seizoen 2011/12 (vijftiende plek).
- Michiel Kramer werd clubtopscorer met 17 doelpunten. Dit was het hoogste aantal Eredivisiedoelpunten in één seizoen sinds het voetbaljaar 2010/11 (Dmitri Boelykin - 21 goals). Kramer werd ook derde op de topscorerslijst van de gehele Eredivisie achter PSV-aanvallers Memphis Depay (22 doelpunten) en Luuk de Jong (20).
- ADO had dit seizoen een doelsaldo van −9 (44 voor, 53 tegen). Dit was het beste doelsaldo sinds het seizoen 2010/11 (+8: 63 voor, 55 tegen).
- Ook het 'lage' aantal tegendoelpunten was opmerkelijk (53). De laatste keer in de Eredivisie dat de Haagse ploeg zo weinig tegengoals kreeg was het seizoen 1979/80 (43 tegen als FC Den Haag)! Dit was tevens een van de laatste seizoen waarin clubicoon Aad Mansveld meespeelde.
- Timothy Derijck maakte dit seizoen maar liefst drie eigen doelpunten (ADO Den Haag-Go Ahead Eagles, Vitesse-ADO Den Haag, Feyenoord-ADO Den Haag). Door een eigen goal in zijn eerste periode bij ADO (ADO Den Haag-Sparta Rotterdam - 11 april 2009) heeft de Belg een opmerkelijk Haags record te pakken. Derijck is de eerste ADO-speler die vier eigen doelpunten maakte in de Eredivisie.[9]

## Uitslagen

### Oefenwedstrijden
| 1e oefenwedstrijd | DVV Delft | 1 - 5 (1 - 3)                       | ADO Den Haag                                                                        | Selectie ADO Den Haag: |
| za. 5 juli 2014 Aanvangstijd: 15:30 uur Plaats: Delft Sportpark Kerkpolder Toeschouwers: 1.000 Scheidsrechter: Peter Oskam Verslag ADO | Waser 44' | 0 - 1 0 - 2 0 - 3 1 - 3 1 - 4 1 - 5 | 4' Van Haaren (Gehrt) 7' Korte 25' Gehrt 74' Poepon (Houtkoop) 85' Schet (Houtkoop) | OPSTELLING 1e HELFT: Zwinkels - Malone, Wormgoor, De Wit, Esajas - Van Haaren, Kristensen, Gehrt - Gouriye, Van Duinen, Korte OPSTELLING 2e HELFT: Coremans - Fecunda, Zuiverloon, Kanon, Ebuehi - Merencia, Kristensen, De Vlugt - Schet, Poepon, Houtkoop WISSELS: 52' Jansen Kristensen 77' Tira Jansen |
| |           |                                     |                                                                                     | |

Afwezig: Alberg, Bakker, Kramer, Meijers (blessure)

Opmerkelijk: Kevin Jansen speelde voor het eerst sinds zijn zware kruisbandblessure weer een wedstrijd.
| 2e oefenwedstrijd | DHC Delft     | 1 - 5 (0 - 4)                       | ADO Den Haag | Selectie ADO Den Haag: |
| wo. 9 juli 2014 Aanvangstijd: 19:30 uur Plaats: Delft Terrein Brasserskade Delft Toeschouwers: 750 Scheidsrechter: ? Verslag ADO Verslag ADOFans | Denneboom 58' | 0 - 1 0 - 2 0 - 3 0 - 4 1 - 4 1 - 5 | 16' Piqué (eigen doelpunt) 32' Kristensen (Houtkoop) 39' Kramer (Van Duinen) 44' Kristensen (Kramer) 90' Poepon | OPSTELLING 1e HELFT: Coremans - Malone, Zuiverloon, De Wit, Ebuehi - Kristensen, Jansen - Korte, Van Duinen, Kramer, Houtkoop OPSTELLING 2e HELFT: Coremans - Fecunda, Wormgoor, Kanon, Esajas - Merencia, Van Haaren, De Vlugt - Schet, Poepon, Gouriye |
| |               |                                     | | |

Afwezig: Alberg, Bakker, Meijers (blessure)

Opmerkelijk: Oud-ADO-spelers Serhat Köksal, Jordy Brouwer en Ricky van den Bergh speelden mee voor DHC Delft.
| 3e oefenwedstrijd | ADO Den Haag | 1 - 1 (1 - 0) | FC Eindhoven | Selectie ADO Den Haag: | Selectie FC Eindhoven: (T: Jean-Paul de Jong) |
| vr. 18 juli 2014 Aanvangstijd: 16:00 uur Plaats: Leende Sportpark De Groote Speel Toeschouwers: 274 Scheidsrechter: Henk Boot Verslag ADO Verslag ADOFans[dode link] | Jansen 23'   | 1 - 0 1 - 1   | 71' Van Son  | OPSTELLING 1e HELFT: Zwinkels - Ebuehi, Zuiverloon, Buwalda, Esajas - Jansen, Kristensen, De Vlugt - Gouriye, Poepon, Van Duinen OPSTELLING 2e HELFT: Coremans - Fecunda, Wormgoor, De Wit, Kanon - Malone, Van Haaren, Houtkoop - Schet, Kramer, Korte | BASISOPSTELLING: Kramer - Durwael, N'Toko, Rossen, Gunst - Van der Ven, Deschilder, Van den Boomen - Lopes, Van den Hurk, Bourdouxhe WISSELS: 46' Muyters Kramer, 46' Nieveld N'Toko, 46' De Wilde Gunst, 61' Gakpo Rossen, 61' Van Son Van der Ven, 61' Swinnen Van den Boomen, 61' Van Hout Lopes, 61' Boere Bourdouxhe, 81' Van den Boomen Van den Hurk |
| |              |               |              | | |

Afwezig: Alberg, Bakker, Meijers (blessure)

Opmerkelijk: Voorafgaand aan de wedstrijd werd er 1 minuut stilte gehouden voor de vliegramp met MH17 in Oekraïne van een dag daarvoor. Ook werd er gespeeld met rouwbanden. Oud-ADO-speler Chiro N'Toko speelde mee voor FC Eindhoven. Assistent-trainer Maurice Verberne heeft ook een Haags verleden.
| 4e oefenwedstrijd | FC Dordrecht | 0 - 3 (0 - 2)     | ADO Den Haag                                                       | Selectie ADO Den Haag: | Selectie FC Dordrecht: (T: Ernie Brandts) |
| di. 22 juli 2014 Aanvangstijd: 19:00 uur Plaats: Zoetermeer Sportpark Bentwoud Toeschouwers: 1.300 Scheidsrechter: Kevin Blom Verslag ADO Verslag ADOFans[dode link] |              | 0 - 1 0 - 2 0 - 3 | 9' Wormgoor (Houtkoop) 40' Malone (Jansen) 88' Esajas (Van Haaren) | BASISOPSTELLING: Hansen - Zuiverloon, Wormgoor, Buwalda, Kanon - Malone, Kristensen, Jansen - Schet, Van Duinen , Houtkoop WISSELS: 59' Van Haaren Jansen 65' Ebuehi Wormgoor 80' Korte Schet 80' Kramer Van Duinen 80' Esajas Houtkoop | BASISOPSTELLING: Te Loeke, Fortes, Troost-Ekong, Haddad, Peersman - Gosens, Ojo , Alisic - Meulens, Lieder, Ten Voorde WISSELS: Hamdaoui Haddad Merencia Alisic Pisas Lieder |
| |              |                   |                                                                    | | |

Afwezig: Alberg, Bakker, Meijers (blessure)

Opmerkelijk: Papito Merencia was  tijdens deze wedstrijd op proef bij FC Dordrecht. De ADO-middenvelder kreeg uiteindelijk geen contract bij 'Dordt' en maakte het seizoen af in Den Haag.
| 8e oefenwedstrijd | ADO Den Haag                                                              | 3 - 1 (1 - 1)           | Telstar                 | Selectie ADO Den Haag: | Selectie Telstar: (T: Michel Vonk) |
| wo. 25 maart 2015 Aanvangstijd: 14:00 uur Plaats: Den Haag Kyocera Stadion Toeschouwers: 325 Scheidsrechter: Allard Lindhout Verslag ADO Verslag ADOFans[dode link] | Iakovenko (Zuiverloon) 17' Kristensen 27' Gehrt 62' Kastaneer (Schet) 77' | 1 - 0 1 - 1 2 - 1 3 - 1 | 19' Valies (Tissoudali) | BASISOPSTELLING: Hansen - Ebuehi, Zuiverloon, Derijck, Meijers - Kristensen, Bakker, Gehrt - Iakovenko, Kramer, Houtkoop WISSELS: 46' Hevel Bakker 46' Kastaneer Iakovenko 64' Schet Houtkoop 77' Fecunda Zuiverloon 77' De Vlugt Meijers | BASISOPSTELLING: Zonneveld - Quinn, Kindermans, Olfers, Keurntjes - Dougall, Van Essen, Korpershoek - Valies, Tissoudali, Seuntjens WISSELS: 35' Ajnane Kindermans 46' Van der Werff Zonneveld 46' Ottenhoff Olfers 46' Cherif Seuntjens 69' Karsari Van Essen |
| |                                                                           |                         |                         | | |

Afwezig: Alberg, Van Duinen, Eduardo, Jansen, Malone, Wormgoor (lichte blessure/rust), Kanon (blessure)

Opmerkelijk: ADO zag door het interlandweekend een mogelijkheid om een oefenwedstrijd te spelen. Tegenstander Telstar was op dat moment de nummer 14 van de Jupiler League. Het team uit Velsen-Zuid speelde in de tweede helft met vier proefspelers: Mohammed Ajnane, Mohamed Cherif, Clayton Karsari en Bryan Ottenhoff. Op het veld stonden in totaal zes spelers uit de jeugdopleiding van ADO: Danny Bakker, Tyronne Ebuehi en invallers Richelo Fecunda, Hector Hevel en Mitchell de Vlugt. Ook de doelpuntenmaker voor Telstar, Calvin Valies, speelde in de jeugd van ADO Den Haag.

### KNVB Beker
| Tweede ronde | Almere City FC (wint na penalty's)                                                                | 2 - 2 (0 - 1)                                              | ADO Den Haag | Selectie ADO Den Haag: | Selectie Almere City FC: (T: Fred Grim) |
| di. 23 september 2014 Aanvangstijd: 20:00 uur Plaats: Almere Almere City Stadion Toeschouwers: 1.945 Scheidsrechter: Siemen Mulder Wedstrijdverslagen: Verslag ADO Verslag FCUpdate | Janssen (De Kogel) 65' Oost 92' Janssen (Salasiwa) 112' Janssen Serrarens Boldewijn Salasiwa Oost | 0 - 1 1 - 1 Verlenging: 2 - 1 2 - 2 Penalty's: 1 - 0 2 - 0 | 44' Van Duinen (Zuiverloon) 49' Jansen 70' Derijck 116' Kristensen (penalty) Kristensen Meijers Zuiverloon Malone | BASISOPSTELLING: Zwinkels - Zuiverloon, Derijck, Kanon, Meijers - Alberg , Kristensen, Jansen - Schet, Kramer, Van Duinen RESERVEBANK: Hansen, Ebuehi, Bakker, Malone, Merencia, Houtkoop, Owobowale WISSELS: 64' Bakker Jansen 64' Houtkoop Schet 82' Malone Alberg | BASISOPSTELLING: Etemadi - Bouma, Keller , Toet, Salasiwa - Mamedov, Receveur, Sneijder, Serrarens - De Kogel, Janssen RESERVEBANK: Koeman, Nieuwpoort, Busse, Kip, Dissels, Boldewijn, Oost WISSELS: 25' Kip Sneijder 66' Oost Mamedov 75' Boldewijn De Kogel |
| |                                                                                                   |                                                            | | | |

Afwezig: Gehrt, Wormgoor (blessure)

### Eredivisie

#### Augustus
| 1e speelronde | ADO Den Haag                                                                                     | 0 - 1 (0 - 0) | Feyenoord                                                                           | Selectie ADO Den Haag: | Selectie Feyenoord: (Trainer: Fred Rutten) |
| zo. 10 augustus 2014 Aanvangstijd: 12:30 uur Plaats: Den Haag Kyocera Stadion Toeschouwers: 11.716 Scheidsrechter: Danny Makkelie Wedstrijdverslagen: Verslag ADO Verslag FCUpdate | Schet 36' Schet 40' Meijers 43' Kramer 52' Jansen 54' Zuiverloon 63' Kristensen 65' Merencia 90' | 0 - 1         | 25' Manu 77' Te Vrede 80' Van Beek 82' Wilkshire 86' Clasie 90+1' Te Vrede (Vormer) | BASISOPSTELLING: Hansen - Malone, Wormgoor, Zuiverloon, Meijers - Jansen, Kristensen, Alberg - Schet, Kramer, Van Duinen RESERVEBANK: Zwinkels, Fecunda, Buwalda, Ebuehi, Merencia, De Vlugt, Houtkoop WISSELS: 39' Ebuehi Alberg 87' Merencia Jansen | BASISOPSTELLING: Mulder - Wilkshire, Van Beek, Mathijsen, Kongolo - Vilhena, Clasie , Immers - Başacıkoğlu, Manu, Boëtius RESERVEBANK: Hahn, Nelom, Vormer, Karsdorp, Schaken, Te Vrede, Verhoek WISSELS: 58' Te Vrede Boëtius 67' Schaken Başacıkoğlu 81' Vormer Manu |
| |                                                                                                  |               |                                                                                     | | |

Afwezig: Bakker, Gehrt (blessure)

Opmerkelijk: Scheidsrechter Danny Makkelie werd fel bekritiseerd na de wedstrijd. Hij gaf Feyenoorder Elvis Manu geen rood na een grove tackle op Gianni Zuiverloon, maar wel Mitchell Schet zijn tweede gele kaart na een lichte overtreding. Ook vestigde hij een record in de Eredivisie door in één wedstrijd 13 gele kaarten te geven. Verder maakten Martin Hansen, Thomas Kristensen en Tyronne Ebuehi hun ADO-debuut. Ook speelde Kevin Jansen na lang blessureleed weer een officiële wedstrijd voor ADO. Voor Henk Fraser was dit de eerste thuisnederlaag sinds zijn periode als hoofdtrainer bij ADO. Voor de Lex Schoenmaker-tribune stond een vangnet. Deze was al neergezet voor het WK Hockey van twee maanden daarvoor. Een aantal weken later werd dit vangnet alweer verwijderd.
| 2e speelronde | FC Twente                                                    | 2 - 2 (1 - 0)           | ADO Den Haag                                   | Selectie ADO Den Haag: | Selectie FC Twente: (T: Alfred Schreuder) |
| za. 16 augustus 2014 Aanvangstijd: 18:45 uur Plaats: Enschede Grolsch Veste Toeschouwers: 28.500 Scheidsrechter: Reinold Wiedemeijer Wedstrijdverslagen: Verslag ADO Verslag FCUpdate | Mokhtar 41' Mokotjo (Ebecilio) 45+1' Bengtsson 54' Eghan 86' | 1 - 0 1 - 1 1 - 2 2 - 2 | 54' Alberg (penalty) 77' Van Duinen 79' Alberg | BASISOPSTELLING: Hansen - Malone, Wormgoor, Zuiverloon, Meijers - Jansen, Kristensen, Alberg - Houtkoop, Kramer, Van Duinen RESERVEBANK: Zwinkels, Buwalda, Ebuehi, Bakker, Merencia, De Vlugt, Owobowale WISSELS: 86' Bakker Houtkoop | BASISOPSTELLING: Marsman - Martina , Bengtsson, Lachman, Koppers - Ebecilio, Hölscher, Mokotjo - Kusk, Castaignos, Mokhtar RESERVEBANK: Stevens, Breukers, Andersen, Schilder, Eghan, Børven, Ould-Chikh WISSELS: 66' Eghan Hölscher 82' Ould-Chikh Mokhtar 83' Børven Bengtsson |
| |                                                              |                         |                                                | | |

Afwezig: Schet (schorsing), Gehrt (blessure)

Opmerkelijk: Xander Houtkoop maakte zijn ADO-debuut.
| 3e speelronde | ADO Den Haag                                                    | 3 - 0 (0 - 0)     | FC Groningen | Selectie ADO Den Haag: | Selectie FC Groningen: (T: Erwin van de Looi) |
| zo. 24 augustus 2014 Aanvangstijd: 14:30 uur Plaats: Den Haag Kyocera Stadion Toeschouwers: 10.214 Scheidsrechter: Richard Liesveld Wedstrijdverslagen: Verslag ADO Verslag FCUpdate | Kristensen (Malone) 56' Kramer (Alberg) 82' Kramer (Alberg) 86' | 1 - 0 2 - 0 3 - 0 |              | BASISOPSTELLING: Hansen - Malone, Zuiverloon, Kanon, Meijers - Jansen, Kristensen, Alberg - Schet, Kramer, Van Duinen RESERVEBANK: Zwinkels, Buwalda, Ebuehi, Bakker, De Vlugt, Houtkoop, Owobowale WISSELS: 88' Houtkoop Schet 88' Bakker Alberg 89' Ebuehi Jansen | BASISOPSTELLING: Padt - Hiariej, Botteghin, Kappelhof, Van Nieff - Kieftenbeld, Chery, Lindgren - Van der Velden, Hoesen, Antonia RESERVEBANK: Van der Vlag, Hateboer, Baas, Saban, De Leeuw, Islamovic, Mahi WISSELS: 59' Islamovic Hoesen 69' De Leeuw Lindgren 77' Mahi Antonia |
| |                                                                 |                   |              | | |

Afwezig: Gehrt, Wormgoor (blessure)

Opmerkelijk: De 2-0 van de voet van Michiel Kramer werd bij FOX Sports verkozen tot doelpunt van de week.
| 4e speelronde | SC Cambuur                                                          | 3 - 2 (1 - 0)                 | ADO Den Haag                             | Selectie ADO Den Haag: | Selectie SC Cambuur: (T: Henk de Jong) |
| za. 30 augustus 2014 Aanvangstijd: 18:30 uur Plaats: Leeuwarden Cambuurstadion Toeschouwers: 9.279 Scheidsrechter: Martin van den Kerkhof Wedstrijdverslagen: Verslag ADO Verslag FCUpdate | E. Bakker (Ogbeche) 40' E. Bakker (penalty) 67' Hemmen (Bijker) 80' | 1 - 0 1 - 1 1 - 2 2 - 2 3 - 2 | 53' Kramer (Malone) 55' Houtkoop (Kanon) | BASISOPSTELLING: Hansen - Malone, Zuiverloon, Kanon, Meijers - Jansen, Kristensen, Alberg - Schet, Kramer, Houtkoop RESERVEBANK: Zwinkels, Derijck, Buwalda, Ebuehi, D. Bakker, Merencia, Owobowale WISSELS: 26' Derijck Zuiverloon 80' D. Bakker Alberg 87' Owobowale Kristensen | BASISOPSTELLING: Nienhuis - Pereira, Reijnen, Bijker, Andriuškevičius - El Makrini , Rusnák, E. Bakker - Ogbeche, Hemmen, Meleg RESERVEBANK: Zeinstra, Dijkstra, Mac-Intosch, Van de Streek, De Ridder, Barto, Schepers WISSELS: 46' Dijkstra Andriuškevičius 59' Schepers Meleg 84' Barto Hemmen |
| |                                                                     |                               |                                          | | |

Afwezig: Van Duinen (ziek), Gehrt, Wormgoor (blessure)

Opmerkelijk: Segun Owobowale maakte tijdens deze wedstrijd, op 17-jarige leeftijd, zijn ADO-debuut. Hiermee is hij de op vijf na jongste debutant ooit in de geschiedenis van het betaald voetbal bij ADO en FC Den Haag. Ook keerde Timothy Derijck, na in totaal drie jaar gespeeld te hebben bij PSV en FC Utrecht, terug in het shirt van ADO. 'Timmy the Tongue' viel in voor de geblesseerd uitgevallen Gianni Zuiverloon.

#### September
| 5e speelronde | FC Utrecht            | 0 - 0 (0 - 0) | ADO Den Haag | Selectie ADO Den Haag: | Selectie FC Utrecht: (T: Rob Alflen) |
| zo. 14 september 2014 Aanvangstijd: 12:30 uur Plaats: Utrecht De Galgenwaard Toeschouwers: 14.910 Scheidsrechter: Serdar Gözübüyük Wedstrijdverslagen: Verslag ADO Verslag FCUpdate | Leeuwin 8' Cortie 55' |               | 17' Alberg   | BASISOPSTELLING: Hansen - Zuiverloon, Derijck, Kanon, Meijers - Malone, Kristensen, Alberg - Schet, Kramer, Van Duinen RESERVEBANK: Zwinkels, Ebuehi, Bakker, Jansen, Merencia, Houtkoop, Owobowale WISSELS: 82' Bakker Alberg 90' Houtkoop Schet | BASISOPSTELLING: Ruiter - Van der Maarel, Leeuwin, Markiet, Kum - Ayoub, Kali, Janssen - Peterson, Rubin, Oar RESERVEBANK: Verhoeven, Letschert, Cortie, Sarota, Diemers, Barazite, Kallon WISSELS: 42' Cortie Kum 69' Kallon Peterson 75' Barazite Janssen |
| |                       |               |              | | |

Afwezig: Gehrt, Wormgoor (blessure)

Opmerkelijk: Kevin Jansen zou in de basis aan deze wedstrijd beginnen, maar werd uit voorzorg aan de kant gehouden. De middenvelder brak een aantal dagen eerder een middenhandsbeentje. Tijdens deze wedstrijd pakte Roland Alberg de 1000e kaart uit de historie van ADO Den Haag in de Eredivisie.
| 6e speelronde | ADO Den Haag         | 1 - 1 (0 - 0) | Go Ahead Eagles                        | Selectie ADO Den Haag: | Selectie Go Ahead Eagles: (T: Foeke Booy) |
| za. 20 september 2014 Aanvangstijd: 19:45 uur Plaats: Den Haag Kyocera Stadion Toeschouwers: 10.367 Scheidsrechter: Edwin van de Graaf Wedstrijdverslagen: Verslag ADO Verslag FCUpdate | Kanon 81' Kramer 84' | 0 - 1 1 - 1   | 27' Duits 60' Derijck (eigen doelpunt) | BASISOPSTELLING: Hansen - Zuiverloon, Derijck, Kanon, Meijers - Malone, Kristensen, Jansen - Schet, Kramer, Van Duinen RESERVEBANK: Zwinkels, Ebuehi, Bakker, Alberg, Merencia, Houtkoop, Owobowale WISSELS: 23' Alberg Malone 62' Houtkoop Schet 75' Bakker Jansen | BASISOPSTELLING: Cummins - Nieuwpoort, Schenk, Van der Linden, Wijnaldum - Van Ooijen, Duits, Overgoor - Rijsdijk, Lewis, Reimerink RESERVEBANK: Van der Hart, Amevor, Van der Meer, Lambooij, De Bondt, Postma, Ten Den WISSELS: 57' Ten Den Reimerink 63' Lambooij Van Ooijen 79' De Bondt Duits |
| |                      |               |                                        | | |

Afwezig: Gehrt, Wormgoor (blessure)

Opmerkelijk: Roland Alberg raakte een paar dagen eerder op de training geblesseerd en zat uit voorzorg op de bank. Hierdoor begon 'reserve-aanvoerder' Mike van Duinen voor het eerst in zijn carrière als captain aan een wedstrijd. Spits Michiel Kramer kwam door zijn vierde doelpunt in zes wedstrijden op een gedeelde tweede plaats in de topscorerslijst van de Eredivisie.
| 7e speelronde | ADO Den Haag                                                      | 2 - 3 (1 - 1)                 | AZ                                                                                  | Selectie ADO Den Haag: | Selectie AZ: (T: Martin Haar) |
| za. 27 september 2014 Aanvangstijd: 20:45 uur Plaats: Den Haag Kyocera Stadion Toeschouwers: 10.678 Scheidsrechter: Tom van Sichem Wedstrijdverslagen: Verslag ADO Verslag FCUpdate | Zuiverloon 8' Kramer (Meijers) 42' Alberg 58' Alberg (Jansen) 85' | 1 - 0 1 - 1 1 - 2 1 - 3 2 - 3 | 25' Luckassen 29' Hupperts 45' Poulsen (Haye) 67' Johansson 83' Gudelj (vrije trap) | BASISOPSTELLING: Hansen - Ebuehi, Zuiverloon, Kanon, Meijers - Malone, Kristensen, Jansen, Bakker - Kramer, Van Duinen RESERVEBANK: Zwinkels, Hevel, Alberg, Merencia, De Vlugt, Houtkoop, Owobowale WISSELS: 38' Alberg Kristensen 70' Houtkoop Ebuehi | BASISOPSTELLING: Rochet - Luckassen, Gouweleeuw, Hoedt, Poulsen - Gudelj , Ortíz, Henriksen - Hupperts, Mühren, Haye RESERVEBANK: Olij, Johansson, Wuytens, Haps, Dos Santos, Tanković, Rosheuvel WISSELS: 46' Johansson Reimerink 71' Rosheuvel Hupperts |
| |                                                                   |                               |                                                                                     | | |

Afwezig: Derijck (schorsing), Gehrt, Schet, Wormgoor (blessure)

Opmerkelijk: Michiel Kramer maakte zijn vijfde doelpunt van het seizoen en werd hiermee, naast Memphis Depay (PSV) en Luc Castaignos (FC Twente), gedeeld topscorer van de Eredivisie. Timothy Derijck was deze wedstrijd geschorst door de rode kaart die hij kreeg in de bekerwedstrijd tegen Almere City FC. Deze schorsing werd doorgeschoven naar de Eredivisie. Verder maakte Tyronne Ebuehi zijn basisdebuut. Bij AZ zat Martin Haar als interim-trainer op de bank. Omdat Marco van Basten zich terugtrok als trainer om assistent te worden en het ontslag van Alex Pastoor, was Haar deze wedstrijd de eindverantwoordelijke. Twee dagen na deze wedstrijd werd oud-ADO-coach John van den Brom aangesteld als hoofdtrainer van de Alkmaarders.

#### Oktober
| 8e speelronde | Vitesse | 6 - 1 (5 - 1)                             | ADO Den Haag                                     | Selectie ADO Den Haag: | Selectie Vitesse: (T: Peter Bosz) |
| vr. 3 oktober 2014 Aanvangstijd: 20:00 uur Plaats: Arnhem GelreDome Toeschouwers: 13.231 Scheidsrechter: Björn Kuipers Wedstrijdverslagen: Verslag ADO Verslag FCUpdate | Leerdam (Qazaishvili) 5' Leerdam (Dauda) 14' Derijck (eigen doelpunt) 31' Vejinović (vrije trap) 37' Vejinović (penalty) 40' Vejinović (penalty) 62' | 1 - 0 2 - 0 2 - 1 3 - 1 4 - 1 5 - 1 6 - 1 | 21' Kramer 23' Derijck 61' Jansen 68' Zuiverloon | BASISOPSTELLING: Hansen - Zuiverloon, Derijck, Kanon, Meijers - Malone, Alberg , Jansen - Van Duinen, Kramer, Houtkoop RESERVEBANK: Zwinkels, Ebuehi, Bakker, Gehrt, Merencia, De Vlugt, Owobowale WISSELS: 81' Bakker Jansen 81' Merencia Houtkoop 82' Gehrt Alberg | BASISOPSTELLING: Velthuizen - Wallace, Kruiswijk, Van der Heijden , Achenteh - Qazaishvili, Vejinović, Leerdam - Traoré, Dauda, Oliynyk RESERVEBANK: Houwen, Diks, Bosz, McEachran, Nakamba, Ibarra, Djurdjevic WISSELS: 76' Durdevic Dauda 84' McEachran Leerdam 90+1' Bosz Kruijswijk |
| | |                                           |                                                  | | |

Afwezig: Kristensen, Schet, Wormgoor (blessure)

Opmerkelijk: Voor de tweede keer in drie wedstrijden tijd maakte Timothy Derijck een eigen doelpunt. Ook werd Michiel Kramer alleenheerser op de topscorerslijst in de Eredivisie. Geen enkele andere speler evenaarde zijn zesde doelpunt in acht wedstrijden tijd. Verder speelde Mathias Gehrt zijn eerste wedstrijd van het seizoen na maanden van blessureleed.
| 9e speelronde | NAC Breda                                                                              | 1 - 1 (1 - 0) | ADO Den Haag                                                 | Selectie ADO Den Haag: | Selectie NAC Breda: (T: Eric Hellemons) |
| za. 18 oktober 2014 Aanvangstijd: 20:45 uur Plaats: Breda Rat Verlegh Stadion Toeschouwers: 18.200 Scheidsrechter: Jochem Kamphuis Wedstrijdverslagen: Verslag ADO Verslag FCUpdate | Tighadouini 11' Damčevski 29' Seuntjens (Tighadouini) 31' Ssewankambo 54' De Kamps 61' | 1 - 0 1 - 1   | 9' Kanon 9' Alberg 63' Malone 67' Kramer (Alberg) 71' Kramer | BASISOPSTELLING: Hansen - Malone, Zuiverloon, Kanon, Meijers - Jansen, Kristensen, Gehrt - Alberg , Kramer, Van Duinen RESERVEBANK: Zwinkels, Ebuehi, Merencia, Hevel, Smith, Schet, Houtkoop WISSELS: 78' Schet Kramer 87' Houtkoop Gehrt | BASISOPSTELLING: Ten Rouwelaar - Ssewankambo, Drost, Damčevski, Amieux - Falkenburg, De Kamps, Matić - Boateng, Seuntjens, Tighadouini RESERVEBANK: Babos, De Roover, Van der Weg, Suk, El Allouchi, Sarpong, Robinson WISSELS: 69' Sarpong Tighadouini 79' Robinson Seuntjens |
| |                                                                                        |               |                                                              | | |

Afwezig: Bakker, Derijck, Wormgoor (blessure)

Opmerkelijk: De geblesseerde ADO-spelers Danny Bakker (rug) en Timothy Derijck (knie) reisden niet mee naar Breda. Bij NAC zat Eric Hellemons voor het eerst op de bank als trainer. In de week voor de wedstrijd werd coach Nebojsa Gudelj ontslagen. Na de 'omstreden' rode kaart van Wilfried Kanon miste NAC-aanvaller Adnane Tighadouini een strafschop. ADO-spits Michiel Kramer maakte zijn zevende doelpunt van het seizoen en bleef daarmee op nummer 1 staan in de topscorerslijst van de Eredivisie.
| 10e speelronde | ADO Den Haag                                        | 2 - 0 (1 - 0) | FC Dordrecht             | Selectie ADO Den Haag: | Selectie FC Dordrecht: (T: Ernie Brandts) |
| vr. 24 oktober 2014 Aanvangstijd: 20:00 uur Plaats: Den Haag Kyocera Stadion Toeschouwers: 11.023 Scheidsrechter: Richard Liesveld Wedstrijdverslagen: Verslag ADO Verslag FCUpdate | Kramer (Houtkoop) 17' Jansen 39' Gehrt (Kramer) 74' | 1 - 0 2 - 0   | 9' Van Haaren 15' Fortes | BASISOPSTELLING: Hansen - Malone, Zuiverloon, Wormgoor, Meijers - Jansen, Kristensen, Gehrt - Van Duinen , Kramer, Houtkoop RESERVEBANK: Zwinkels, Ebuehi, Merencia, Hevel, Smith, De Vlugt, Owobowale WISSELS: 73' Hevel Houtkoop 89' Smith Gehrt | BASISOPSTELLING: Kurto - Fortes, Lima, Haddad, Peersman - Van Overeem, Van Haaren, Koolwijk, Ojo , Gosens - Touré RESERVEBANK: Te Loeke, Van Deelen, Troost-Ekong, Meulens, Lieder, Ten Voorde, Pisas WISSELS: 71' Lieder Gosens 81' Ten Voorde Van Overeem |
| |                                                     |               |                          | | |

Afwezig: Kanon (schorsing), Alberg, Bakker, Derijck, Schet (blessure)

Opmerkelijk: Voor het eerst sinds lange tijd was de hele reservebank van ADO gevuld met alleen maar spelers die via of uit de eigen jeugd afkomstig zijn. Hierdoor was het aantal gespeelde Eredivisie-wedstrijden van alle zes veldspelers op de bank wel opmerkelijk laag: bij elkaar opgeteld kwam het aantal uit op acht (met deze wedstrijd niet meegeteld). Twee van deze spelers, Hector Hevel en Guy Smith, maakten tijdens dit duel hun debuut in het betaald voetbal. Michiel Kramer maakte voor de vijfde wedstrijd op rij een goal en bleef met acht doelpunten in totaal topscorer van de Eredivisie; op een gedeelde eerste plaats met SC Heerenveen-spits Mark Uth. Bij Dordrecht speelde een van de drie ADO-huurlingen mee tijdens deze wedstrijd: Ricky van Haaren maakte de 90 minuten vol. Giovanni Korte speelde niet door een blessure; Sem de Wit zat niet bij de wedstrijdselectie.

#### November
| 11e speelronde | PSV                                         | 1 - 0 (0 - 0) | ADO Den Haag | Selectie ADO Den Haag: | Selectie PSV: (T: Phillip Cocu) |
| za. 1 november 2014 Aanvangstijd: 20:45 uur Plaats: Eindhoven Philips Stadion Toeschouwers: 30.800 Scheidsrechter: Pol van Boekel Wedstrijdverslagen: Verslag ADO Verslag FCUpdate | Hendrix 5' Hendrix 29' Depay (Narsingh) 49' | 1 - 0         |              | BASISOPSTELLING: Hansen - Zuiverloon, Wormgoor, Kanon, Meijers - Jansen, Malone, Kristensen, Gehrt - Van Duinen , Kramer RESERVEBANK: Zwinkels, Ebuehi, Derijck, Alberg, De Vlugt, Houtkoop, Owobowale WISSELS: 49' Alberg Kramer 57' Houtkoop Jansen 84' Owobowale Gehrt | BASISOPSTELLING: Zoet - Arias, Bruma, Rekik, Willems - Wijnaldum , Hendrix, Guardado - Narsingh, De Jong, Depay RESERVEBANK: Pasveer, Brenet, Isimat-Mirin, Maher, Ritzmaier, Jozefzoon, Locadia WISSELS: 16' Brenet Willems 79' Jozefzoon Narsingh 88' Isimat-Mirin Depay |
| |                                             |               |              | | |

Afwezig: Bakker, Schet (blessure)

Opmerkelijk: Ondanks dat ADO-spits Michiel Kramer voor het eerst sinds vijf opeenvolgende wedstrijden geen doelpunt maakte, bleef hij gedeeld topscorer van de Eredivisie.
| 12e speelronde | ADO Den Haag                                                             | 3 - 2 (2 - 0)                 | Willem II                                                                                      | Selectie ADO Den Haag: | Selectie Willem II: (T: Jurgen Streppel) |
| za. 8 november 2014 Aanvangstijd: 18:30 uur Plaats: Den Haag Kyocera Stadion Toeschouwers: 13.139 Scheidsrechter: Eric Braamhaar Wedstrijdverslagen: Verslag ADO Verslag FCUpdate | Gehrt (Alberg) 2' Van Duinen 8' Kramer (Malone) 35' Alberg (penalty) 73' | 1 - 0 2 - 0 2 - 1 2 - 2 3 - 2 | 51' S. Wuytens (Andrade) 62' Armenteros (Dijks) 69' D. Wuytens 72' Ondaan 81' Peters 90' Dijks | BASISOPSTELLING: Hansen - Zuiverloon, Wormgoor, Kanon, Meijers - Malone, Kristensen, Alberg - Gehrt, Kramer, Van Duinen RESERVEBANK: Zwinkels, Ebuehi, Derijck, Jansen, Merencia, Houtkoop, Owobowale WISSELS: 66' Jansen Kristensen 84' Houtkoop Van Duinen 90+1' Derijck Gehrt | BASISOPSTELLING: Lamprou - Heerkens, D. Wuytens, Peters , Dijks - Messaoud, S. Wuytens, Haemhouts - Andrade, Armenteros, Sahar RESERVEBANK: Meul, Cornelisse, Heymans, Braber, Ippel, Ondaan, Cabral WISSELS: 46' Ondaan Sahar 79' Cabral Haemhouts 84' Braber Messaoud |
| |                                                                          |                               |                                                                                                | | |

Afwezig: Bakker, Schet (blessure)

Opmerkelijk: Michiel Kramer maakte zijn negende doelpunt van het seizoen en pakte hiermee in z'n eentje de leiding in het topscorersklassement van de Eredivisie. Jerson Cabral, vorig seizoen nog onder contract bij ADO, viel deze wedstrijd in voor Willem II.
| 13e speelronde | Heracles Almelo                                                               | 3 - 1 (3 - 1)           | ADO Den Haag                     | Selectie ADO Den Haag: | Selectie Heracles Almelo: (T: John Stegeman) |
| zo. 23 november 2014 Aanvangstijd: 14:30 uur Plaats: Almelo Polman Stadion Toeschouwers: 8.239 Scheidsrechter: Dennis Higler Wedstrijdverslagen: Verslag ADO Verslag FCUpdate | Bruns 13' Tannane (Bel Hassani) 32' Bruns (Linssen) 43' Tannane (Linssen) 45' | 0 - 1 1 - 1 2 - 1 3 - 1 | 9' Gehrt (Van Duinen) 83' Malone | BASISOPSTELLING: Hansen - Zuiverloon, Wormgoor, Kanon, Meijers - Malone, Kristensen, Alberg - Gehrt, Kramer, Van Duinen RESERVEBANK: Zwinkels, Ebuehi, Derijck, Jansen, Merencia, Houtkoop, Owobowale WISSELS: 58' Jansen Kristensen | BASISOPSTELLING: Telgenkamp - Koenders, Te Wierik, Veldmate, Aktaou - Bel Hassani, Cziommer , Bruns - Linssen, Weghorst, Tannane RESERVEBANK: Fij, Zomer, Sibum, Fledderus, Pelupessy, Navrátil, Avdić WISSELS: 35' Fledderus Aktaou 66' Pelupessy Cziommer 85' Navrátil Bel Hassani |
| |                                                                               |                         |                                  | | |

Afwezig: Bakker, Schet (blessure)

Opmerkelijk: ADO-spits Michiel Kramer bleef met negen treffers topscorer van de Eredivisie.
| 14e speelronde | ADO Den Haag                                                                                 | 1 - 1 (0 - 1) | Ajax                                             | Selectie ADO Den Haag: | Selectie Ajax: (T: Frank de Boer) |
| zo. 30 november 2014 Aanvangstijd: 12:30 uur Plaats: Den Haag Kyocera Stadion Toeschouwers: 14.657 Scheidsrechter: Serdar Gözübüyük Wedstrijdverslagen: Verslag ADO Verslag FCUpdate | Kramer 21' Wormgoor 44' Zuiverloon 80' Kramer (Van Duinen) 85' Zuiverloon 90+5' Jansen 90+5' | 0 - 1 1 - 1   | 8' Klaassen (Milik) 32' Klaassen 90+5' Viergever | BASISOPSTELLING: Hansen - Zuiverloon, Wormgoor, Kanon, Meijers - Malone, Jansen, Alberg - Gehrt, Kramer, Van Duinen RESERVEBANK: Zwinkels, Ebuehi, Derijck, Kristensen, De Vlugt, Houtkoop, Owobowale WISSELS: 77' Houtkoop Gehrt 90+1' Kristensen Kramer | BASISOPSTELLING: Cillessen - Van Rhijn, Veltman, Moisander , Viergever - Klaassen, Serero, Andersen - Schöne, Milik, Kishna RESERVEBANK: Boer, Van der Hoorn, Denswil, Riedewald, Zimling, El Ghazi, Sigþórsson WISSELS: 72' Sigþórsson Kishna 82' Riedewald Andersen 83' Van der Hoorn Moisander |
| |                                                                                              |               |                                                  | | |

Afwezig: Bakker, Schet (blessure)

Opmerkelijk: Michiel Kramer scoorde in de zesde thuiswedstrijd van ADO op rij en daarmee ook zijn tiende doelpunt van het seizoen. Hiermee bleef hij topscorer van de Eredivisie.

#### December
| 15e speelronde | PEC Zwolle                                                                 | 3 - 1 (1 - 0)           | ADO Den Haag                                                          | Selectie ADO Den Haag: | Selectie PEC Zwolle: (T: Ron Jans) |
| zo. 7 december 2014 Aanvangstijd: 12:30 uur Plaats: Zwolle IJsseldelta Stadion Toeschouwers: 11.700 Scheidsrechter: Kevin Blom Wedstrijdverslagen: Verslag ADO Verslag FCUpdate | Van Polen 13' Necid (penalty) 17' Drost (Necid) 58' Necid (Van Hintum) 71' | 1 - 0 2 - 0 3 - 0 3 - 1 | 16' Kristensen 22' Jansen 26' Kramer 74' Kramer 88' Kanon 90' Meijers | BASISOPSTELLING: Hansen - Malone, Wormgoor, Kanon, Meijers - Gehrt, Kristensen, Alberg , Jansen - Kramer, Van Duinen RESERVEBANK: Zwinkels, Ebuehi, Derijck, Hevel, De Vlugt, Houtkoop, Owobowale WISSELS: 30' Ebuehi Gehrt 30' Houtkoop Kristensen 83' Derijck Wormgoor | BASISOPSTELLING: Hahn - Van Polen , Sainsbury, Van der Werff, Van Hintum - Lukoki, Saymak, Drost, Rienstra, Thomas - Necid RESERVEBANK: Begois, Lam, Ehizibue, Brama, Dekker, Nijland, Moro WISSELS: 79' Lam Sainsbury 85' Brama Saymak 90' Nijland Necid |
| |                                                                            |                         |                                                                       | | |

Afwezig: Zuiverloon (schorsing), Bakker, Schet (blessure)

Opmerkelijk: Eredivisie-topscorer Michiel Kramer maakte tijdens deze wedstrijd zijn elfde goal van het seizoen.
| 16e speelronde | ADO Den Haag                                                                         | 2 - 2 (2 - 2)           | Excelsior                                  | Selectie ADO Den Haag: | Selectie Excelsior: (T: Marinus Dijkhuizen) |
| za. 13 december 2014 Aanvangstijd: 19:45 uur Plaats: Den Haag Kyocera Stadion Toeschouwers: 12.146 Scheidsrechter: Reinold Wiedemeijer Wedstrijdverslagen: Verslag ADO Verslag FCUpdate | Van Duinen (Alberg) 36' Zuiverloon (Kramer) 40' Malone 44' Alberg 66' Zuiverloon 76' | 0 - 1 0 - 2 1 - 2 2 - 2 | 13' Bruins (Botaka) 34' Gouriye 73' Bruins | BASISOPSTELLING: Hansen - Zuiverloon, Wormgoor, Kanon, Meijers - Malone, Kristensen, Alberg , Gehrt - Kramer, Van Duinen RESERVEBANK: Zwinkels, Ebuehi, Derijck, Bakker, Hevel, Schet, Houtkoop WISSELS: 73' Houtkoop Alberg 79' Derijck Kristensen 84' Schet Gehrt | BASISOPSTELLING: Coutinho - Bovenberg, Fischer , Mattheij, Kuipers - Bruins, Kruys, Stans, Auassar - Botaka, Gouriye RESERVEBANK: Damen, Blij, Brito, Varela, Vermeulen, Maletić, De Reuver WISSELS: 84' Vermeulen Stans 89' Varela Bruins 90' De Reuver Gouriye |
| |                                                                                      |                         |                                            | | |

Afwezig: Jansen (schorsing)

Opmerkelijk: Aanvaller Ninos Gouriye, verhuurd door ADO, kreeg zijn eerste basisplaats bij Excelsior en scoorde voor het eerst in een Eredivisie-wedstrijd sinds oktober 2013 (ADO Den Haag - FC Twente; 3-2). Ook was voormalig ADO-keeper Gino Coutinho even terug in het Kyocera Stadion. Michiel Kramer bleef met elf doelpunten topscorer van de Eredivisie; wel moet hij zijn eerste plaats weer delen met SC Heerenveen-spits Mark Uth.
| 17e speelronde | SC Heerenveen         | 0 - 0 (0 - 0) | ADO Den Haag                      | Selectie ADO Den Haag: | Selectie SC Heerenveen: (T: Dwight Lodeweges) |
| vr. 19 december 2014 Aanvangstijd: 20:00 uur Plaats: Heerenveen Abe Lenstra Stadion Toeschouwers: 23.200 Scheidsrechter: Pieter Vink Wedstrijdverslagen: Verslag ADO Verslag FCUpdate | Nordfeldt 10' Uth 50' |               | 9' Zwinkels 50' Kramer 76' Jansen | BASISOPSTELLING: Zwinkels - Zuiverloon, Wormgoor, Derijck, Kanon - Malone, Jansen, Gehrt, Meijers - Kramer, Van Duinen RESERVEBANK: Coremans, Ebuehi, Bakker, Kristensen, Hevel, Schet, Houtkoop WISSELS: 71' Schet Gehrt 82' Ebuehi Zuiverloon 90' Bakker Jansen | BASISOPSTELLING: Nordfeldt - Marzo, Otigba, Van Aken, Van Anholt - De Roon , Sinkgraven, Van den Berg - Slagveer, Uth, Larsson RESERVEBANK: De Fockert, Schmidt, Raitala, Thorsby, Bikel, Dalgaard, Van Amersfoort WISSELS: 73' Van Amersfoort Slagveer |
| |                       |               |                                   | | |

Afwezig: Alberg (schorsing), Hansen (blessure)

Opmerkelijk: Keeper Robert Zwinkels verving de geblesseerde Martin Hansen; de Deen brak op de training zijn pink. Eredivisie-topscorers Michiel Kramer en Mark Uth kwamen niet tot scoren tijdens deze wedstrijd. Zij bleven elk op elf doelpunten in dit seizoen staan.

#### Januari
| 18e speelronde | ADO Den Haag                                         | 2 - 2 (2 - 1)           | SC Cambuur                                      | Selectie ADO Den Haag: | Selectie SC Cambuur: (T: Henk de Jong) |
| za. 17 januari 2015 Aanvangstijd: 19:45 uur Plaats: Den Haag Kyocera Stadion Toeschouwers: 10.021 Scheidsrechter: Dennis Higler Wedstrijdverslagen: Verslag ADO Verslag FCUpdate | Van Duinen (Malone) 1' Alberg (Malone) 38' Schet 74' | 1 - 0 1 - 1 2 - 1 2 - 2 | 36' Ogbeche (Mac-Intosch) 78' Ogbeche (Pereira) | BASISOPSTELLING: Hansen - Zuiverloon, Wormgoor, Derijck, Meijers - Malone, D. Bakker, Alberg , Jansen - Schet, Van Duinen RESERVEBANK: Zwinkels, Ebuehi, Kristensen, Gehrt, Merencia, Hevel, Houtkoop WISSELS: 82' Kristensen Jansen 83' Houtkoop Schet | BASISOPSTELLING: Nienhuis - Pereira, Reijnen, Mac-Intosch, Bijker - El Makrini , Barto, E. Bakker - Van de Streek, Ogbeche, De Ridder RESERVEBANK: Wouda, Droste, Andriuškevičius, Steblecki, Narsingh, Hemmen, Bytyqi WISSELS: 46' Narsingh Barto 64' Bytyqi De Ridder 89' Steblecki Van de Streek |
| |                                                      |                         |                                                 | | |

Afwezig: Kramer (schorsing), Kanon (Afrika Cup)

Opmerkelijk: Voor het eerst dit seizoen stond Mike van Duinen weer op zijn favoriete spits-positie. De aanvaller maakte tevens het snelste doelpunt van dit Eredivisie-seizoen tot nog toe door binnen 26 seconden te scoren. Dit was de snelste competitiegoal sinds 16 oktober 2011 (Tjaronn Chery scoorde na 9 seconden voor Den Haag tijdens Roda JC-ADO). Ook opmerkelijk was dat keeper Martin Hansen na de wedstrijd woest gelijk het stadion verliet.
| 19e speelronde | Go Ahead Eagles                        | 1 - 0 (1 - 0) | ADO Den Haag            | Selectie ADO Den Haag: | Selectie Go Ahead Eagles: (T: Foeke Booy) |
| zo. 25 januari 2015 Aanvangstijd: 16:45 uur Plaats: Deventer De Adelaarshorst Toeschouwers: 7.639 Scheidsrechter: Ed Janssen Wedstrijdverslagen: Verslag ADO Verslag FCUpdate | Duits 15' Van der Linden (penalty) 43' | 1 - 0         | 14' Malone 41' Wormgoor | BASISOPSTELLING: Hansen - Zuiverloon, Wormgoor, Derijck, Meijers - Malone, Bakker, Alberg , Jansen - Kramer, Van Duinen RESERVEBANK: Zwinkels, Ebuehi, Kristensen, Merencia, Hevel, Schet, Houtkoop WISSELS: 65' Ebuehi Alberg 77' Houtkoop Zuiverloon 77' Schet Jansen | BASISOPSTELLING: Van der Hart - Amevor, Vriends, Van der Linden, Schenk - Lambooij, Duits, Overgoor - Verhoek, Kolder , Türüç RESERVEBANK: Cummins, Nieuwpoort, Rijsdijk, Ten Den, Lewis, Schalk, Reimerink WISSELS: 74' Lewis Verhoek 81' Rijsdijk Overgoor 90+3' Schalk Kolder |
| |                                        |               |                         | | |

Afwezig: Gehrt (blessure), Kanon (Afrika Cup)

Opmerkelijk: Mathias Gehrt brak een dag voor de wedstrijd een vinger en zat niet bij de selectie. De penalty die scheidsrechter Ed Janssen was zeer omstreden. De handsbal van Vito Wormgoor was onontkoombaar, maar Janssen gaf de rode kaart en een penalty. De rode kaart werd een dag na de wedstrijd door de KNVB geseponeerd. Michiel Kramer raakte zijn eerste plaats op de topscorerslijst kwijt. SC Heerenveen-spits Mark Uth maakte zijn twaalfde doelpunt van het seizoen; Kramer bleef staan op elf goals.

#### Februari
| 20e speelronde | Feyenoord                                                  | 2 - 1 (2 - 0)     | ADO Den Haag                                                | Selectie ADO Den Haag: | Selectie Feyenoord: (T: Fred Rutten) |
| zo. 1 februari 2015 Aanvangstijd: 12:30 uur Plaats: Rotterdam De Kuip Toeschouwers: 47.500 Scheidsrechter: Reinold Wiedemeijer Wedstrijdverslagen: Verslag ADO Verslag FCUpdate | Immers (Nelom) 10' Derijck (eigen doelpunt) 20' Immers 54' | 1 - 0 2 - 0 2 - 1 | 12' Malone 48' Van Duinen (Alberg) 61' Meijers 88' Wormgoor | BASISOPSTELLING: Hansen - Zuiverloon, Wormgoor, Derijck, Meijers - Malone, Bakker, Alberg , Jansen - Kramer, Van Duinen RESERVEBANK: Zwinkels, Ebuehi, Kristensen, Gehrt, Eduardo, Schet, Houtkoop WISSELS: 46' Eduardo Jansen 59' Schet Kramer 83' Gehrt Bakker | BASISOPSTELLING: Vermeer - Wilkshire, Van Beek, Kongolo, Nelom - El Ahmadi, Clasie , Immers - Toornstra, Kazim-Richards, Boëtius RESERVEBANK: Mulder, Boulahrouz, Mathijsen, Vilhena, Başacıkoğlu, Te Vrede, Achahbar WISSELS: 18' Boulahrouz Wilkshere 71' Başacıkoğlu Boëtius 81' Vilhena Toornstra |
| |                                                            |                   |                                                             | | |

Afwezig: Kanon (Afrika Cup)

Opmerkelijk: Timothy Derijck maakte zijn derde eigen doelpunt dit seizoen. In elf wedstrijden verschalkte hij driemaal keeper Martin Hansen. Door zijn eigen goal in zijn eerste periode bij ADO, in 2009, staat zijn totaal op vier. Hiermee is hij de eerste ADO-speler ooit die vier keer een eigen doelpunt maakte. Verder wist ADO Den Haag voor de achtste wedstrijd op rij niet te winnen, viel Michiel Kramer geblesseerd uit en maakte Wilson Eduardo zijn Eredivisie-debuut.
| 21e speelronde | ADO Den Haag                                       | 2 - 0 (1 - 0) | FC Twente                | Selectie ADO Den Haag: | Selectie FC Twente: (T: Alfred Schreuder) |
| wo. 4 februari 2015 Aanvangstijd: 18:30 uur Plaats: Den Haag Kyocera Stadion Toeschouwers: 12.998 Scheidsrechter: Pieter Vink Wedstrijdverslagen: Verslag ADO Verslag FCUpdate | Iakovenko 13' Iakovenko 22' Alberg (penalty) 90+1' | 1 - 0 2 - 0   | 38' Tapia 44' Castaignos | BASISOPSTELLING: Hansen - Zuiverloon, Wormgoor, Derijck, Meijers - Alberg , Kristensen, Bakker - Eduardo, Van Duinen, Iakovenko RESERVEBANK: Zwinkels, Ebuehi, Jansen, Gehrt, Hevel, Kastaneer, Houtkoop WISSELS: 71' Houtkoop Iakovenko 79' Jansen Kristensen 86' Kastaneer Eduardo | BASISOPSTELLING: Stevens - Martina , Lachman, Bjelland, Schilder - Mokotjo, Ziyech, Tapia - Corona, Castaignos, Mokhtar RESERVEBANK: Marsman, Bengtsson, Koppers, Ebecilio, Engelaar, Børven, Ould-Chikh WISSELS: 66' Ebecilio Tapia 66' Ould-Chikh Mokhtar 79' Børven Corona |
| |                                                    |               |                          | | |

Afwezig: Malone (schorsing), Schet (ziek), Kramer (blessure), Kanon (Afrika Cup)

Opmerkelijk: ADO Den Haag wist voor het eerst sinds 8 november een Eredivisie-wedstrijd te winnen. Fiorentina-huurling Iakovenko maakte zijn Haagse debuut en scoorde gelijk een doelpunt. Ook A1-speler Gervane Kastaneer speelde voor het eerst een wedstrijd in het eerste elftal.
| 22e speelronde | FC Dordrecht        | 0 - 0 (0 - 0) | ADO Den Haag                             | Selectie ADO Den Haag: | Selectie FC Dordrecht: (T: Ernie Brandts) |
| za. 7 februari 2015 Aanvangstijd: 18:30 uur Plaats: Dordrecht Riwal Hoogwerkers Stadion Toeschouwers: 3.974 Scheidsrechter: Serdar Gözübüyük Wedstrijdverslagen: Verslag ADO Verslag FCUpdate | Biekman 44' Ojo 55' |               | 51' Kristensen 56' Van Duinen 66' Hansen | BASISOPSTELLING: Hansen - Malone, Wormgoor, Derijck, Meijers - Alberg , Kristensen, Bakker - Eduardo, Van Duinen, Iakovenko RESERVEBANK: Zwinkels, Zuiverloon, Ebuehi, Jansen, Gehrt, Kramer, Houtkoop WISSELS: 62' Zuiverloon Bakker 79' Kramer Iakovenko 81' Houtkoop Eduardo | BASISOPSTELLING: Te Loeke - Fortes, Lima, Peersman, Gosens - Steenvoorden, Ojo , Van Haaren - Van Overeem, Biekman, Lewis RESERVEBANK: Meulmeester, Van Deelen, Haddad, Troost-Ekong, Klaiber, Ten Voorde, Goossens WISSELS: 68' Ten Voorde Biekman 85' Van Deelen Ojo |
| |                     |               |                                          | | |

Afwezig: Schet (ziek), Kanon (Afrika Cup)

Opmerkelijk: Serdar Gözübüyük kreeg na afloop van de wedstrijd forse kritiek. De scheidsrechter zag op het schot van Wilson Eduardo een handsbal op de doellijn van Joris van Overeem over het hoofd. Even later werd een doelpunt van Oleksandr Iakovenko afgekeurd, omdat Danny Bakker zogezegd vanachter de doellijn terugkwam in het spel en de bal veroverde van Funso Ojo. ADO wist voor het eerst dit seizoen na een winstpartij de volgende wedstrijd niet te verliezen en hield twee duels achter elkaar 'de nul'.
| 23e speelronde | ADO Den Haag                                                                      | 3 - 2 (0 - 1)                 | NAC Breda                                                      | Selectie ADO Den Haag: | Selectie NAC Breda: (T: Robert Maaskant) |
| za. 14 februari 2015 Aanvangstijd: 20:45 uur Plaats: Den Haag Kyocera Stadion Toeschouwers: 11.112 Scheidsrechter: Richard Liesveld Wedstrijdverslagen: Verslag ADO Verslag FCUpdate | Wormgoor 17' Kramer (Bakker) 56' Houtkoop 76' Kramer (Meijers) 86' Van Duinen 89' | 0 - 1 1 - 1 1 - 2 2 - 2 3 - 2 | 10' De Zeeuw (Tighadouini) 39' Koch 59' De Zeeuw (Van der Weg) | BASISOPSTELLING: Hansen - Malone, Wormgoor, Derijck, Meijers - Alberg , Kristensen, Bakker - Eduardo, Kramer, Iakovenko RESERVEBANK: Zwinkels, Zuiverloon, Jansen, Gehrt, Schet, Van Duinen, Houtkoop WISSELS: 33' Zuiverloon Wormgoor 64' Van Duinen Kristensen 75' Houtkoop Iakovenko | BASISOPSTELLING: Ten Rouwelaar - Ligeon, Marcellis , Koch, Van der Weg - Swerts, De Kamps, De Zeeuw - Zschusschen, Fernandez, Tighadouini RESERVEBANK: Noppert, De Roover, Amieux, Falkenburg, Matić, Seuntjens, Borahsasar WISSELS: 63' Falkenburg Zschusschen 77' Matic De Zeeuw 87' Seuntjens Swerts |
| |                                                                                   |                               |                                                                | | |

Afwezig: Kanon (rust)

Opmerkelijk: Wilfried Kanon kreeg rust van trainer Henk Fraser na de overwinning met zijn land Ivoorkust in de Afrika Cup. Michiel Kramer maakte twee doelpunten en kwam in totaal op dertien goals dit seizoen. Hiermee kwam hij binnen op de tweede plek in de topscorerslijst van de Eredivisie naast Luuk de Jong en Mark Uth (13 doelpunten); allen achter Memphis Depay (15).
| 24e speelronde | ADO Den Haag                                                          | 3 - 2 (1 - 0)                 | PEC Zwolle                                                               | Selectie ADO Den Haag: | Selectie PEC Zwolle: (T: Ron Jans) |
| za. 21 februari 2015 Aanvangstijd: 18:30 uur Plaats: Den Haag Kyocera Stadion Toeschouwers: 13.895 Scheidsrechter: Björn Kuipers Wedstrijdverslagen: Verslag ADO Verslag FCUpdate | Alberg (Kristensen) 43' Eduardo (Meijers) 59' Kramer (Wormgoor) 90+3' | 1 - 0 2 - 0 2 - 1 2 - 2 3 - 2 | 29' Lukoki 45' Saymak 72' Rienstra 90' Van der Werff 90+1' Saymak (Moro) | BASISOPSTELLING: Hansen - Zuiverloon, Wormgoor, Derijck, Meijers - Malone, Kristensen, Alberg - Eduardo, Kramer, Van Duinen RESERVEBANK: Zwinkels, Kanon, Jansen, Gehrt, Schet, Kastaneer, Houtkoop WISSELS: 77' Houtkoop Eduardo 84' Kanon Malone | BASISOPSTELLING: Hahn - Lam, Van der Werff, Broerse , Van Hintum - Drost, Brama, Rienstra - Lukoki, Babalj, Becker RESERVEBANK: Begois, Sainsbury, Pereira, Dekker, Saymak, Moro, Ferfelis WISSELS: 15' Saymak Becker 79' Moro Brama 84' Ferfelis Babalj |
| |                                                                       |                               |                                                                          | | |

Afwezig: Bakker, Iakovenko (blessure)

Opmerkelijk: ADO won de wedstrijd door het doelpunt van Michiel Kramer in blessuretijd. Hiermee kwam de spits op veertien doelpunten in totaal. Deze wedstrijd was de derde thuisoverwinning op rij en het achtste achtereenvolgende duel in eigen huis waarin ADO niet verloor. Ook maakte Wilson Eduardo zijn eerste doelpunt in het groen-gele shirt.

#### Maart
| 25e speelronde | FC Groningen                                                        | 1 - 1 (0 - 0) | ADO Den Haag                                                 | Selectie ADO Den Haag: | Selectie FC Groningen: (T: Erwin van de Looi) |
| zo. 1 maart 2015 Aanvangstijd: 14:30 uur Plaats: Groningen Euroborg Toeschouwers: 19.718 Scheidsrechter: Jeroen Manschot Wedstrijdverslagen: Verslag ADO Verslag FCUpdate | Van der Velden 24' Van der Velden 50' Chery (penalty) 53' Payne 55' | 1 - 0 1 - 1   | 49' Wormgoor 51' Derijck 88' Malone 90+5' Houtkoop (Meijers) | BASISOPSTELLING: Hansen - Zuiverloon, Wormgoor, Derijck, Meijers - Malone, Kristensen, Alberg - Eduardo, Kramer, Van Duinen RESERVEBANK: Zwinkels, Ebuehi, Jansen, Gehrt, Schet, Kastaneer, Houtkoop WISSELS: 46' Schet Kramer 73' Kastaneer Kristensen 78' Houtkoop Eduardo | BASISOPSTELLING: Padt - Hateboer, Botteghin, Lindgren, Payne - Rusnák, Kieftenbeld , Chery, Tibbling - Van der Velden, Mahi RESERVEBANK: Van der Vlag, Bijl, Van der Laan, Van Nieff, Hoesen, Islamovic, Bacuna WISSELS: 73' Islamovic Van der Velden 82' Van Nieff Rusnák |
| |                                                                     |               |                                                              | | |

Afwezig: Bakker, Iakovenko, Kanon (blessure)

Opmerkelijk: Scheidsrechter Jeroen Manschot gaf twee discutabele strafschoppen aan FC Groningen: Vito Wormgoor (licht vasthouden) en Timothy Derijck (hands, maar nam de bal met zijn borst mee) werden -onterecht- bestraft. Martin Hansen pakte de penalty van Nick van der Velden, maar was kansloos op het schot van oud-ADO'er Tjaronn Chery. Clubtopscorer Michiel Kramer viel in de rust uit met hamstringklachten. Ook maakte Den Haag, net als in de voorgaande wedstrijd, een beslissend doelpunt in blessuretijd.
| 26e speelronde | ADO Den Haag | 0 - 1 (0 - 0) | SC Heerenveen                                            | Selectie ADO Den Haag: | Selectie SC Heerenveen: (T: Dwight Lodeweges) |
| za. 7 maart 2015 Aanvangstijd: 19:45 uur Plaats: Den Haag Kyocera Stadion Toeschouwers: 10.876 Scheidsrechter: Martin van den Kerkhof Wedstrijdverslagen: Verslag ADO Verslag FCUpdate |              | 0 - 1         | 27' Thern 56' Van Anholt 62' Otigba 78' Slagveer (Marzo) | BASISOPSTELLING: Hansen - Zuiverloon, Wormgoor, Derijck, Meijers - Malone, Kristensen, Alberg - Eduardo, Kramer, Van Duinen RESERVEBANK: Zwinkels, Ebuehi, Jansen, Gehrt, Schet, Iakovenko, Houtkoop WISSELS: 68' Iakovenko Van Duinen 76' Jansen Malone 81' Houtkoop Derijck | BASISOPSTELLING: Nordfeldt - Marzo, Otigba, Van Aken, Van Anholt - De Roon , Van den Berg, Thern - Slagveer, Uth, Duarte RESERVEBANK: De Fockert, Warmolts, Thorsby, Bikel, Namli, Van Amersfoort, Veerman WISSELS: 22' Namli Duarte 46' Bikel Thern 90' Veerman Uth |
| |              |               |                                                          | | |

Afwezig: Bakker, Kanon (blessure)

Opmerkelijk: Ook deze wedstrijd was er veel te doen om de scheidsrechter. Martin van den Kerkhof gaf tot twee keer toe geen strafschop aan ADO Den Haag: hands van Kenneth Otigba en een overtreding op Thomas Kristensen bleven onbestraft.
| 27e speelronde | ADO Den Haag                                      | 1 - 3 (1 - 1)           | Heracles Almelo                                                             | Selectie ADO Den Haag: | Selectie Heracles Almelo: (T: John Stegeman) |
| zo. 15 maart 2015 Aanvangstijd: 12:30 uur Plaats: Den Haag Kyocera Stadion Toeschouwers: 10.964 Scheidsrechter: Danny Makkelie Wedstrijdverslagen: Verslag ADO Verslag FCUpdate | Van Duinen 42' Alberg 47' Kramer 61' Wormgoor 79' | 0 - 1 1 - 1 1 - 2 1 - 3 | 4' Weghorst (Fledderus) 40' Veldmate 42' Cziommer 55' Avdić 67' Bel Hassani | BASISOPSTELLING: Hansen - Zuiverloon, Wormgoor, Derijck, Meijers - Malone, Kristensen, Alberg - Eduardo, Kramer, Van Duinen RESERVEBANK: Zwinkels, Ebuehi, Jansen, Gehrt, Kastaneer, Iakovenko, Houtkoop WISSELS: 64' Iakovenko Zuiverloon 77' Gehrt Eduardo | BASISOPSTELLING: Castro - Breukers, Zomer, Veldmate, Fledderus - Vujičević, Avdić, Cziommer - Bruns, Weghorst, Linssen RESERVEBANK: Fij, Koenders, Aktaou, Bel Hassani, Sibum, Rienstra, Navrátil WISSELS: 66' Bel Hassani Avdić 83' Aktaou Fledderus 87' Navrátil Darri |
| |                                                   |                         |                                                                             | | |

Afwezig: Schet (schorsing), Bakker, Kanon (blessure)

Opmerkelijk: Een doelpunt van Wilson Eduardo werd in de derde minuut van de wedstrijd afgekeurd wegens buitenspel. Later bleek dat dit onterecht was. Mitchell Schet kreeg voor een slaande beweging in een duel van de beloften van ADO een rode kaart en een schorsing van drie wedstrijden.
| 28e speelronde | Ajax                                               | 1 - 0 (0 - 0) | ADO Den Haag                             | Selectie ADO Den Haag: | Selectie Ajax: (T: Frank de Boer) |
| zo. 22 maart 2015 Aanvangstijd: 16:45 uur Plaats: Amsterdam Amsterdam Arena Toeschouwers: 49.743 Scheidsrechter: Richard Liesveld Wedstrijdverslagen: Verslag ADO Verslag FCUpdate | Serero 54' Houtkoop (eigen doelpunt) 80' Milik 84' | 1 - 0         | 31' Derijck 45' Iakovenko 80' Van Duinen | BASISOPSTELLING: Hansen - Malone, Zuiverloon, Derijck, Meijers - Eduardo, Kristensen, Alberg , Iakovenko - Kramer, Van Duinen RESERVEBANK: Zwinkels, Ebuehi, Jansen, Gehrt, Hevel, Kastaneer, Houtkoop WISSELS: 46' Houtkoop Eduardo 80' Jansen Iakovenko 86' Kastaneer Malone | BASISOPSTELLING: Cillessen - Van Rhijn, Veltman, Moisander , Viergever - Klaassen, Serero, Andersen - Schöne, Sigþórsson, Kishna RESERVEBANK: Boer, Van der Hoorn, Riedewald, Bazoer, Van de Beek, El Ghazi, Milik WISSELS: 46' Riedewald Viergever 55' El Ghazi Kishna 76' Milik Andersen |
| |                                                    |               |                                          | | |

Afwezig: Schet, Wormgoor (schorsing), Bakker, Kanon (blessure)

Opmerkelijk: Deze nederlaag was voor ADO de derde op rij. De laatste keer dat dit de Haagse ploeg overkwam was in december 2013-januari 2014. Mike van Duinen (voet), Dion Malone (enkel) en Kevin Jansen (scheenbeen) konden ondanks lichte blessures spelen. Wilson Eduardo viel in de rust uit met hamstringklachten, terwijl Roland Alberg een kneuzing op zijn wreef opliep. Het doelpunt van Ajax viel uit een vrije trap, die Xander Houtkoop ongelukkig van richting veranderde.

#### April
| 29e speelronde | Excelsior                                                 | 2 - 3 (0 - 1)                 | ADO Den Haag                                                                   | Selectie ADO Den Haag: | Selectie Excelsior: (T: Marinus Dijkhuizen) |
| zo. 5 april 2015 Aanvangstijd: 14:30 uur Plaats: Rotterdam Woudestein Toeschouwers: 3.600 Scheidsrechter: Kevin Blom Wedstrijdverslagen: Verslag ADO Verslag FCUpdate | Fischer 47' Auassar (Stans) 59' Gouriye 63' Van Weert 88' | 0 - 1 1 - 1 2 - 1 2 - 2 2 - 3 | 34' Kramer (Iakovenko) 57' Meijers 79' Alberg (Meijers) 90+3' Kramer (Eduardo) | BASISOPSTELLING: Hansen - Zuiverloon, Wormgoor, Derijck, Meijers - Malone, Alberg , Kristensen - Iakovenko, Kramer, Van Duinen RESERVEBANK: Zwinkels, Ebuehi, Bakker, Jansen, Eduardo, Kastaneer, Houtkoop WISSELS: 72' Eduardo Iakovenko 74' Bakker Zuiverloon 87' Kastaneer Van Duinen | BASISOPSTELLING: Coutinho - Bovenberg, Fischer , Mattheij, Kuipers - Varela, Stans, Auassar - Botaka, Van Weert, Gouriye RESERVEBANK: Deckers, Karami, Van Diermen, Kruys, Vermeulen, Van Mieghem, De Reuver WISSELS: 72' Van Mieghem Gouriye 87' Vermeulen Stans |
| |                                                           |                               |                                                                                | | |

Afwezig: Schet (schorsing), Gehrt, Kanon (blessure)

Opmerkelijk: ADO behaalde tijdens deze wedstrijd pas de eerste uitoverwinning van het seizoen. De laatste winst op vreemde bodem in de Eredivisie was bijna een jaar daarvoor (3 mei 2014, SC Cambuur - ADO Den Haag: 2-3). ADO kwam dit seizoen voor de negende keer op voorsprong en wist de 0-1 ook vol te houden tot de rust. De laatste keer dat ADO na 45 minuten op voorsprong stond, was zelfs nog langer geleden (8 december 2013, FC Groningen - ADO Den Haag: 0-1 in rust; 1-2). Michiel Kramer maakte dit seizoen zijn zevende goal in de laatste 10 minuten van een wedstrijd en zette zijn totaal op 16 doelpunten. Hiermee kwam de spits naast PSV-collega Luuk de Jong op de tweede plek te staan; achter Memphis Depay (19 goals). ADO-huurling Ninos Gouriye maakte zijn tweede doelpunt van het seizoen voor Excelsior; nota bene scoorde hij ze allebei tegen ADO.
| 30e speelronde | ADO Den Haag                                | 2 - 0 (0 - 0) | FC Utrecht  | Selectie ADO Den Haag: | Selectie FC Utrecht: (T: Rob Alflen) |
| zo. 12 april 2015 Aanvangstijd: 16:45 uur Plaats: Den Haag Kyocera Stadion Toeschouwers: 10.102 Scheidsrechter: Kevin Blom Wedstrijdverslagen: Verslag ADO Verslag FCUpdate | Alberg (penalty) 73' Kastaneer (Alberg) 85' | 1 - 0 2 - 0   | 72' Janssen | BASISOPSTELLING: Hansen - Malone, Wormgoor, Zuiverloon, Meijers - Kristensen, Alberg , Bakker - Iakovenko, Kramer, Van Duinen RESERVEBANK: Zwinkels, Derijck, Jansen, Hevel, Eduardo, Kastaneer, Houtkoop WISSELS: 71' Eduardo Van Duinen 85' Kastaneer Iakovenko 89' Hevel Bakker | BASISOPSTELLING: Ruiter - Van der Maarel, Markiet, Letschert, Hardeveld - Ayoub, Janssen , Diemers - Rubin, Haller, Peterson RESERVEBANK: Verhoeven, Kum, Heerings, Ramselaar, Amrabat, Verbeek, Kallon WISSELS: 62' Verbeek Peterson 62' Heerings Markiet 83' Kallon Ayoub |
| |                                             |               |             | | |

Afwezig: Gehrt, Kanon (blessure)

Opmerkelijk: Gervane Kastaneer stond als invaller nog geen minuut in het veld en maakte tijdens deze wedstrijd de 2-0. Dit was tevens zijn eerste doelpunt in de Eredivisie.
| 31e speelronde | AZ                                                             | 3 - 1 (1 - 0)           | ADO Den Haag                                   | Selectie ADO Den Haag: | Selectie AZ: (T: John van den Brom) |
| za. 18 april 2015 Aanvangstijd: 18:30 uur Plaats: Alkmaar AFAS Stadion Toeschouwers: 15.914 Scheidsrechter: Danny Makkelie Wedstrijdverslagen: Verslag ADO Verslag FCUpdate | Luckassen 24' Gudelj 29' Luckassen 60' Gudelj (Jóhannsson) 65' | 1 - 0 1 - 1 2 - 1 3 - 1 | 34' Zuiverloon 55' Eduardo (Alberg) 59' Kramer | BASISOPSTELLING: Hansen - Malone, Wormgoor, Zuiverloon, Meijers - Kristensen, Alberg , Bakker - Iakovenko, Kramer, Eduardo RESERVEBANK: Zwinkels, Ebuehi, Derijck, Jansen, Schet, Kastaneer, Van Duinen WISSELS: 68' Van Duinen Alberg 77' Kastaneer Malone 84' Jansen Kristensen | BASISOPSTELLING: Esteban - Johansson, Luckassen, Gouweleeuw, Poulsen - Gudelj , Ortíz, Henriksen - Berghuis, Jóhannsson, Dos Santos RESERVEBANK: Rochet, Wuytens, Hoedt, Haps, Haye, Tanković, Hupperts, Mühren WISSELS: 46' Hupperts Dos Santos 85' Haye Berghuis |
| |                                                                |                         |                                                | | |

Afwezig: Gehrt, Houtkoop, Kanon (blessure)

Opmerkelijk: Xander Houtkoop zou aanvankelijk wisselspeler zijn tijdens dit duel, maar raakte vlak voor de wedstrijd licht geblesseerd. Hij werd op de bank vervangen door de eveneens meegereisde Tyronne Ebuehi.
| 32e speelronde | ADO Den Haag                                                | 1 - 0 (0 - 0) | Vitesse                     | Selectie ADO Den Haag: | Selectie Vitesse: (T: Peter Bosz) |
| vr. 24 april 2015 Aanvangstijd: 20:00 uur Plaats: Den Haag Kyocera Stadion Toeschouwers: 14.837 Scheidsrechter: Ed Janssen Wedstrijdverslagen: Verslag ADO Verslag FCUpdate | Alberg 42' Kastaneer 75' Kramer (Hansen) 85' Kristensen 90' | 1 - 0         | 44' Vejinović 90+2' Nakamba | BASISOPSTELLING: Hansen - Malone, Wormgoor, Derijck, Meijers - Jansen, Kristensen, Alberg , Bakker - Kramer, Van Duinen RESERVEBANK: Zwinkels, Ebuehi, De Vlugt, Hevel, Nieuwenhuis, Schet, Kastaneer, WISSELS: 73' Kastaneer Van Duinen 90+4' De Vlugt Alberg | BASISOPSTELLING: Room - Diks, Kasjia , Van der Heijden, Achenteh - Qazaishvili, Vejinović, Pröpper - Labyad, Djurdjevic, Oliynyk RESERVEBANK: Houwen, Wallace, Mori, Bosz, McEachran, Nakamba, Dauda WISSELS: 63' McEachran Vejinovic 63' Nakamba Qazaishvili 79' Wallace Diks |
| |                                                             |               |                             | | |

Afwezig: Zuiverloon (schorsing), Eduardo, Gehrt, Houtkoop, Iakovenko, Kanon (blessure)

Opmerkelijk: Michiel Kramer maakte zijn zevende thuisdoelpunt in het laatste kwartier van een wedstrijd dit seizoen. Ook was dit in totaal de vijftiende ADO-goal in het Haags Kwartiertje. Door de overwinning van ADO werd er een einde gemaakt aan de reeks van Vitesse waarin het twaalf wedstrijden op rij ongeslagen was. Voor het derde Eredivisie-jaar op rij had ADO na 32 wedstrijden 37 punten behaald. Aaron Meijers kwam na precies een uur spelen tot een mijlpaal. De verdediger/middenvelder speelde maar liefst 100 uur ongebroken in de Eredivisie; gemeten vanaf 12 mei 2013. De 21-jarige Mitchell de Vlugt maakte tevens zijn debuut tijdens dit duel.

#### Mei
| 33e speelronde | Willem II                          | 1 - 0 (0 - 0) | ADO Den Haag | Selectie ADO Den Haag: | Selectie Willem II: (T: Jurgen Streppel) |
| zo. 10 mei 2015 Aanvangstijd: 14:30 uur Plaats: Tilburg Koning Willem II-stadion Toeschouwers: 12.500 Scheidsrechter: Siemen Mulder Wedstrijdverslagen: Verslag ADO Verslag FCUpdate | Peters 13' Armenteros (Braber) 62' | 1 - 0         | 55' Meijers  | BASISOPSTELLING: Zwinkels - Malone, Wormgoor, Zuiverloon, Meijers - Jansen, Kristensen, Alberg , Bakker - Kramer, Van Duinen RESERVEBANK: Hansen, Ebuehi, Derijck, Hevel, Eduardo, Kastaneer, Iakovenko WISSELS: 66' Kastaneer Van Duinen 74' Iakovenko Kristensen 80' Eduardo Jansen | BASISOPSTELLING: Lamprou - Van der Struijk, D. Wuytens, Peters , Dijks - Pluim, Braber, S. Wuytens - Ondaan, Armenteros, Andrade RESERVEBANK: Meul, Cornelisse, Heerkens, Ippel, De Jong, Sahar, Cabral WISSELS: 68' De Jong Ondaan 81' Sahar Armenteros 86' Cornelisse Van der Struijk |
| |                                    |               |              | | |

Afwezig: Gehrt, Houtkoop, Kanon (blessure)

Opmerkelijk: ADO won dit seizoen maar één uitwedstrijd (6 gelijk, 10 verloren). Aaron Meijers speelde tevens zijn laatste wedstrijd van het seizoen. De linksback miste 67 wedstrijden op rij geen minuut in de Eredivisie, maar de verdediger/middenvelder pakte tegen Willem II zijn vijfde gele kaart van het seizoen. Keeper Martin Hansen werd voor deze wedstrijd gepasseerd door trainer Henk Fraser na uitlatingen over zijn contract en medespelers in een interview met Omroep West. De Deen werd vervangen door Robert Zwinkels.
| 34e speelronde | ADO Den Haag                               | 2 - 3 (1 - 1)                 | PSV                                                                  | Selectie ADO Den Haag: | Selectie PSV: (T: Phillip Cocu) |
| zo. 17 mei 2015 Aanvangstijd: 14:30 uur Plaats: Den Haag Kyocera Stadion Toeschouwers: 14.937 Scheidsrechter: Kevin Blom Wedstrijdverslagen: Verslag ADO Verslag FCUpdate | Iakovenko (Malone) 24' Bakker (Alberg) 56' | 1 - 0 1 - 1 2 - 1 2 - 2 2 - 3 | 45' Narsingh (De Jong) 61' De Jong (Depay) 90+4' Wijnaldum (Willems) | BASISOPSTELLING: Hansen - Malone, Wormgoor, Zuiverloon, Ebuehi - Kristensen, Alberg , Bakker - Iakovenko, Kramer, Van Duinen RESERVEBANK: Coremans, Derijck, Jansen, Merencia, Hevel, Eduardo, Owobowale WISSELS: 62' Derijck Ebuehi 70' Eduardo Alberg 81' Jansen Iakovenko | BASISOPSTELLING: Zoet - Isimat-Mirin, Bruma, Rekik, Willems - Wijnaldum , Guardado, Maher - Narsingh, De Jong, Depay RESERVEBANK: Pasveer, Tamata, Schaars, Hiljemark, Ritzmaier, Vloet, Locadia WISSELS: 46' Schaars Guardado 65' Vloet Maher 83' Locadia Depay |
| |                                            |                               |                                                                      | | |

Afwezig: Meijers (schorsing), Gehrt, Houtkoop, Kanon, Kastaneer (blessure)

Opmerkelijk: ADO-PSV was de laatste (thuis)wedstrijd van het seizoen. Derde doelman Tim Coremans kreeg eenmalig de voorkeur op de bank boven Robert Zwinkels. De top 3 van topscorers stonden tegenover elkaar. Winnaar Memphis Depay scoorde niet (22 goals), Luuk de Jong eindigde op de tweede plaats (20). Michiel Kramer werd knap derde, samen met FC Groningen-speler Michael de Leeuw (17). Na afloop van het duel werd zoals elk jaar de 'Karel Jansen-trofee' uitgereikt aan drie ADO-spelers. Martin Hansen ('Beste speler van het seizoen'), Michiel Kramer ('Topscorer van het seizoen') en Gervane Kastaneer ('Talent van het jaar') mochten de prijzen in ontvangst nemen.

## Voetnoten
ADO Den Haag ·
Ajax ·
AZ ·
SC Cambuur ·
FC Dordrecht ·
Excelsior ·
Feyenoord ·
Go Ahead Eagles ·
FC Groningen ·
sc Heerenveen ·
Heracles Almelo ·
NAC Breda ·
PEC Zwolle · 
PSV ·
FC Twente ·
FC Utrecht ·
Vitesse ·
Willem II